# Anastase Ier (empereur byzantin)
Vous lisez un « article de qualité » labellisé en 2023.
Pour les articles homonymes, voir Anastase Ier et Anastase.
Anastase Ier (latin : Flavius Anastasius Augustus et grec ancien : Φλάβιος Ἀναστάσιος), parfois surnommé Dicorus en raison de ses yeux vairons, né à Dyrrachium (aujourd'hui Durrës) en Épire vers 430 et mort à Constantinople le 10 juillet 518, est un empereur byzantin ou empereur romain d'Orient de 491 à sa mort en 518.
Arrivé tardivement sur le trône grâce à ses liens avec l'impératrice Ælia Ariadnè, il a occupé auparavant des postes importants au sein du Grand Palais de Constantinople et s'est impliqué dans les questions théologiques qui secouent le christianisme, en adhérant au monophysisme. Au moment de son couronnement, sa légitimité est fragile alors qu'il doit faire face à un contexte géopolitique nouveau, marqué par la disparition depuis peu de tout l'Empire romain d'Occident. Il doit d'abord consolider son pouvoir et s'oppose aux Isauriens qui ont la haute main sur l'armée depuis plusieurs années, menaçant de porter sur le trône un parent de Zénon, le prédécesseur d'Anastase.
Après son succès, il mène une politique marquée par la prudence. Dans ses relations avec l'extérieur, il compose avec les royaumes barbares qui occupent d'anciennes terres romaines, reconnaissant leur légitimité tout en affirmant la supériorité, au moins formelle, de l'Empire romain d'Orient. Il tente notamment de circonscrire la puissance du royaume ostrogoth de Théodoric le Grand, qui domine l'Italie. Face aux Sassanides, il privilégie là encore une posture défensive. Cela n'empêche pas une courte confrontation avec cet empire rival, qui n'entraîne aucun changement territorial d'importance. Sur le plan interne, il réorganise les finances impériales et laisse à ses successeurs un excédent budgétaire important, attestant de sa bonne gestion. En revanche, en matière religieuse, il rompt quelque peu avec la politique de conciliation de Zénon entre les monophysites et les partisans du concile de Chalcédoine. Influencé par ses propres convictions, il mène une politique plus favorable aux monophysites, suscitant des contestations d'une partie de la population et les révoltes infructueuses du général Vitalien.
Décédé à un âge avancé, il laisse à ses successeurs, Justin Ier et Justinien Ier, un empire stable, prospère et défendu par des frontières solides, bien qu'affaibli par de fortes tensions religieuses. Toutefois, en dépit de sa réputation de bon administrateur, il est peu étudié par les historiens modernes, son règne intervenant dans une période de transition entre les derniers soubresauts de l'empire d'Occident, qui chute en 476, et le renouveau impérial de Justinien.

## Sources

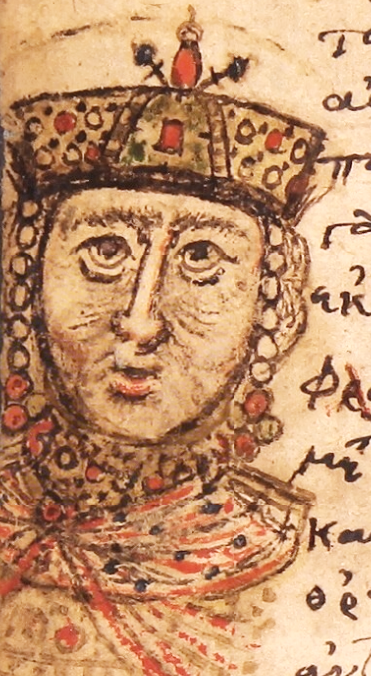
Représentation probablement fantaisiste d'Anastase dans le Mutinensis gr. 122, manuscrit du XV.

Le règne d'Anastase est mentionné dans un nombre assez divers de sources. Comme souvent avec les sources primaires, elles souffrent de partis pris, notamment en matière religieuse et les convictions monophysites d'Anastase lui ont régulièrement valu des jugements négatifs de la part de ses contemporains. Parmi les sources grecques, la chronique de Jean Malalas est particulièrement intéressante car il est un contemporain d'Anastase et a certainement accès à des témoignages oraux. Il s'appuie beaucoup sur les travaux perdus d'Eustathe d'Épiphanie. Les autres chroniques grecques sont, pour la plupart, basées sur les écrits de Jean Malalas et postérieures au règne d'Anastase, ce qui rend leur exactitude variable, telle la Chronicon Paschale ou encore la chronique de Théophane le Confesseur. Sans grande valeur historique, Priscien de Césarée lui dédie un éloge, de même que Procope de Gaza, dans lesquels ils célèbrent ses vertus et le comparent à certaines grandes figures romaines comme Pompée, sur le modèle propre à ce genre littéraire. Néanmoins, ils mettent en valeur certains aspects du règne d'Anastase parfois peu développés ailleurs, comme son action de bâtisseur,. Jean le Lydien, qui a aussi laissé quelques textes, lui est très favorable et le décrit comme « le plus doux des empereurs ».
Au-delà des chroniques, les sources ecclésiastiques sont aussi précieuses, éclairant notamment les controverses religieuses. Évagre le Scholastique a produit des textes importants sur l'époque d'Anastase bien que la chronologie en soit souvent erronée. Si ses écrits concernent majoritairement la région d'Antioche dont il est originaire, il n'en décrit pas moins la plupart des événements du règne d'Anastase, même s'il se montre parfois sévère à l'égard de l'empereur. Présent au sein même de l'administration byzantine, il dispose certainement de témoignages oraux ou écrits de premier ordre. Il a une appréhension positive plutôt positive d'Anastase en raison de ses succès contre les Isauriens et de ses réformes administratives, même s'il lui reproche sa politique religieuse. Les hagiographies, particulièrement prisées des auteurs byzantins, fournissent aussi des détails intéressants, comme la Vie de Saint-Sabas écrite par Cyrille de Scythopolis.
Les sources latines sont également exploitables pour l'analyse du règne d'Anastase. Marcellinus Comes qui écrit en latin mais vit à Constantinople décrit relativement précisément les invasions barbares dans les Balkans ou les émeutes urbaines à Constantinople. De même, Josué le Stylite, qui écrit en langue syriaque, a produit des textes relatifs notamment aux guerres contre les Sassanides, repris dans la Chronique du Pseudo-Denys de Tell-Mahré. Ces textes issus des provinces orientales de l'Empire permettent aussi d'appréhender les controverses autour du monophysisme, très présent dans ces régions, à l'instar de Jean de Nikiou, d'origine égyptienne et qui écrit au VIIe siècle.
Certains textes administratifs d'Anastase ont parfois survécu de manière fragmentaire et apportent des éclairages sur sa vision de l'administration de l'Empire tandis que des vestiges archéologiques et numismatiques peuvent aussi être convoqués. De manière générale, l'appréhension du règne d'Anastase reste parcellaire et sujette à des sources souvent incomplètes et lacunaires, ce qui incite à la prudence dans la recherche d'interprétations de certains événements ou réformes.

## Origines et accession à l'Empire

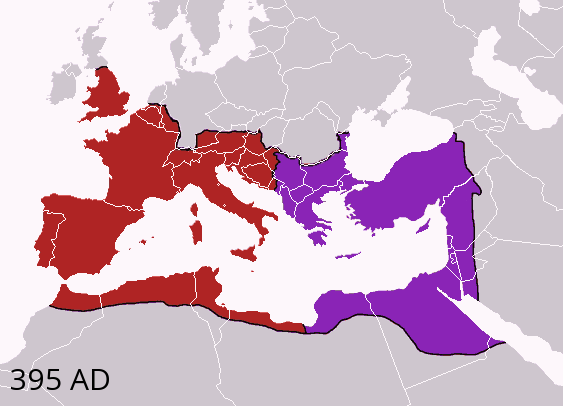
Carte de la division de l'Empire romain en 395. La partie orientale, gouvernée par Anastase, figure en violet.

### Origines familiales et personnalité

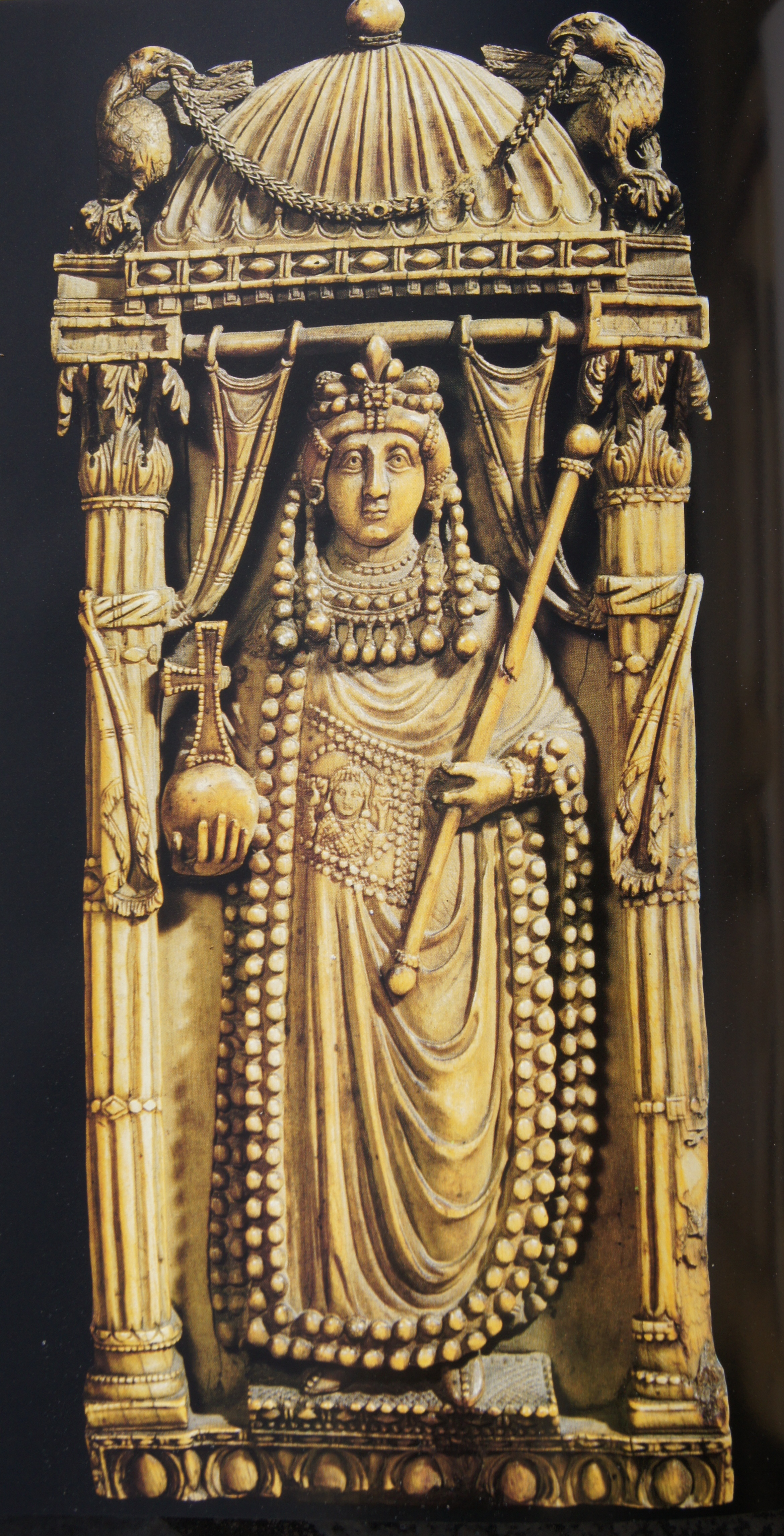
Feuillet de diptyque impérial représentant l'impératrice Ælia Ariadnè, musée national du Bargello.

La date de naissance exacte d'Anastase est inconnue, sa famille étant mal connue. Il est probablement né vers 430 à Dyrrachium, dans une famille d'origine illyrienne où se recrutent de nombreux membres de l'administration municipale. Il est le fils d'un noble, Pompeius. Sa mère, Anastasia Constantina, est de religion arienne. Elle est la sœur de Clearchus, lui aussi arien, même si ces affirmations sur les obédiences religieuses d'Anastase sont sujettes à caution car venant d'auteurs hostiles à ces courants du christianisme. Il a pour frère Flavius Paulus, consul pour l'Est en 496, mari de Magna Sabiniana, et pour sœur Cæsaria, femme de Flavius Secondinus, préfet de Rome en 492 et consul pour l'Est en 511. Anastase se rend à Constantinople à une date inconnue et s'engage dans l'administration du Grand Palais. Il devient silentiaire et rentre dans le cercle des proches de l'empereur avant de devenir décurion, l'un des officiers du corps des silentiaires. Par cette fonction, il pénètre dans le cubiculum, soit la chambre de l'empereur, ce qui fait de lui un courtisan qui gravite dans les hautes sphères impériales.
Physiquement, il est de grande taille et surtout, il présente la particularité d'avoir les yeux vairons, ce qui lui doit son surnom de Dicorus (en grec : Δίκορος, « deux-pupilles »). Son regard, partagé entre un œil bleu et un autre noir, pourrait lui avoir procuré une certaine étrangeté. Sur le plan personnel, un fils lui est attribué, mais né hors mariage, il est considéré comme illégitime, et Anastase s'efforce, par la suite, de rester chaste. Cette pratique atteste d'une piété parfois fervente. En effet, Anastase est particulièrement versé en théologie et réputé pour sa culture. Il a vécu un temps en Égypte, où il aurait adopté le monophysisme, une doctrine condamnée par le concile de Chalcédoine et le pape. Rapidement, Anastase devient l'un des membres éminents de ce courant du christianisme. En effet, depuis l'Hénotique promulgué par Zénon, une formule de compromis a été adoptée entre les monophysites et les catholiques. En 489, Anastase est pressenti pour devenir patriarche de Constantinople, mais c'est finalement Fravitas qui est nommé. Celui-ci ne tarde pas à exiger d'Anastase l'abandon de ses opinions monophysites, qu'il n'hésite pas à défendre publiquement. Finalement, il est expulsé de l'église Sainte-Sophie, où il prêchait régulièrement.

### Arrivée au pouvoir
Cela ne l'empêche pas de rester une personnalité importante de la cité impériale. À la mort de Zénon, aucun successeur n'a été désigné à l’avance. La désignation du nouvel empereur oppose des acteurs différents. Cette prérogative relève alors de la compétence du Sénat ; cependant, cette assemblée doit tenir compte des souhaits des chefs militaires importants. En l'occurrence, les principaux chefs militaires, les Isauriens, soutiennent Longin, le frère de Zénon, que celui-ci aurait sûrement nommé comme successeur s'il avait anticipé sa mort. Cet ascendant des Isauriens s'explique en bonne partie par la nécessité de contrecarrer l'influence des Goths sur la cour impériale, elle aussi importante jusqu'à leur installation en Italie. Désormais, le palais impérial et la famille régnante, notamment l'impératrice Ælia Ariadnè, qui conservent une influence sur le Sénat, sont prêts à mettre un terme à la domination isaurienne. Zénon lui-même, d'origine isaurienne et donc à la légitimité impériale fragile, a dû lutter pour conserver son trône, ce qui ne favorise pas la solidité des prétentions de son frère. Pour parer aux projets de Longin, Ariadnè, qui apparaît comme la principale source de légitimité, opte pour un de ses proches, Anastase, depuis longtemps présent dans les arcanes du pouvoir. En outre, son âge avancé (autour de soixante ans), en fait le candidat parfait pour un règne de transition. Reconnu pour son honnêteté, un caractère plutôt énergique et peu colérique, « c'est un personnage sans éclat, sans véritable appui mais inspirant le respect », comme le souligne Georges Tate. 
Cette désignation surprise, intervenue rapidement, est acceptée sans difficulté, d'autant qu'Anastase, sur la demande du patriarche de Constantinople, signe un document dans lequel il garantit ne pas remettre en cause le dogme catholique issu du concile de Chalcédoine et de l'Hénotique. Le De ceremoniis, ouvrage écrit par Constantin VII Porphyrogénète au Xe siècle revient assez longuement sur la cérémonie d'intronisation d'Anastase. Il est porté sur le pavois dans l'Hippodrome pour être couronné devant les hauts dignitaires, l'armée et les factions représentant le peuple, avant de prononcer un discours à leur intention. Selon Pierre le Patrice, Euphémius l'aurait couronné, à l'abri des regards, d'un diadème pour renforcer sa légitimité divine, à une époque où le rôle du patriarche dans le cérémonial s'affirme de plus en plus. C'est d'ailleurs le premier empereur à avoir été couronné avec certitude par la plus haute autorité religieuse de l'Empire. De son côté, Longin est placé devant le fait accompli, avant d'avoir pu mobiliser ses partisans. Il est possible qu'Anastase ait cherché à consolider sa stature impériale par des alliances matrimoniales, à l'image du mariage dès 491 entre sa nièce, Irène, et Anicius Olybrius, petit-fils de l'empereur d'Occident Olybrius et fils d'Anicia Juliana et de Flavius Areobindus Dagalaiphus, deux des dignitaires les plus influents à la cour impériale. Anastase lui-même épouse Ælia Ariadnè le 20 mai 491.

### Guerre contre les Isauriens

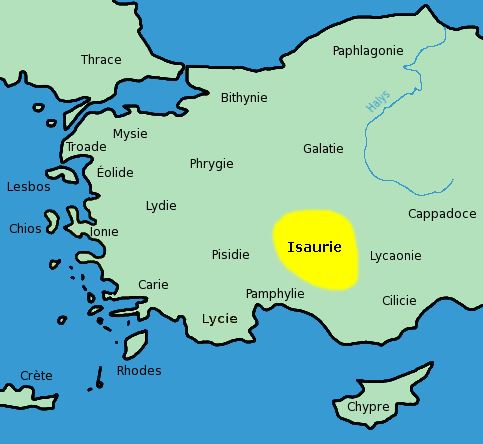
Carte de l'Isaurie.

Dès son arrivée au pouvoir, Anastase doit conforter sa place, encore fragile. Il ne peut ignorer l'influence des Isauriens sur les troupes de Constantinople et la présence de Longin, qui reste un candidat légitime pour le trône. Les Isauriens sont originaires d'une région isolée et pauvre de l’Asie Mineure. S'ils ont été soumis par l'Empire romain, ils ont conservé une tradition militaire forte et constituent un vivier de recrutement pour l'armée de l’empire d’Orient naissant pour s'opposer aux « grandes invasions » mais aussi à l'influence devenue trop grande des peuples germaniques au sein de l'appareil militaire Dès lors, ils acquièrent une place prépondérante dans le destin de l'Empire, et c'est de leurs rangs qu'est issu Zénon, le prédécesseur d'Anastase. S'ils sont en partie divisés à l'avènement d'Anastase, ils restent puissants. De ce fait, le nouvel empereur exile rapidement Longin en Égypte, pour écarter la menace d'un coup d'État. Plus encore, il décide de chasser les Isauriens de Constantinople tout en les privant de leur subvention annuelle. Cette décision marque le début d'une guerre qui dure jusqu'en 497. Les Isauriens décident d'unir leurs forces en Asie Mineure et de recruter nombre de soldats issus de l'Isaurie. Ils atteignent rapidement les dimensions d'une armée importante, prête à se battre pour conserver ses privilèges. En face, Anastase mobilise les armées d’Europe et fait appel aux fédérés. Cette force franchit le Bosphore et combat les Isauriens en Phrygie. Le sort de la bataille tourne rapidement en faveur des impériaux, car Lingis, le général en chef des rebelles, est tué au début de l'affrontement. Lourdement défaits, les Isauriens sont contraints à la fuite et n'échappent que de peu à l'anéantissement. Il faut encore plusieurs années d'âpres combats, menés par Jean le Bossu et Jean le Scythe, pour réduire leur résistance, alors qu'ils se sont réfugiés dans leur région d'origine pour mener des raids dans les territoires voisins. Contrôlant le golfe d'Issos, ils restent en mesure de se ravitailler jusqu'à la destruction de leur flotte lors d'une tempête. En 497, les principaux chefs des Isauriens tombent, certains sont tués, d'autres sont faits prisonniers et ramenés à Constantinople pour être exhibés. Si cette guerre longue et difficile a contraint l'empereur à mobiliser ses forces en Asie plutôt qu'en Europe pour contrer les peuples germaniques, elle renforce son pouvoir de manière décisive,. La propagande impériale n'hésite d'ailleurs pas à s'en servir, à l'image du panégyriste Christodore, qui écrit les Isaurica, un poème célébrant la victoire d'Anastase.

## Politique extérieure
Dans le contexte troublé de la fin du Ve siècle, marqué par la disparition de l'Empire romain d'Occident et la recomposition géopolitique qui en découle, Anastase mène une politique extérieure réaliste et prudente, intégrant ces changements. Comme le souligne Sylvain Destephen, « la préférence donnée à la diplomatie et à la fortification des frontières plutôt qu'à des expéditions se traduit par une politique extérieure d'équilibre, mais sans éclat, permettant à la fois de défendre les intérêts majeurs de l'Empire sans mettre en péril ses forces vives ».

### Défense des Balkans

Tracé du mur d'Anastase.

Au cours de son règne, Anastase mène principalement une politique étrangère défensive, maniant la force et de la diplomatie. La frontière danubienne, moins menacée depuis le départ des Ostrogoths, est menacé par l'arrivée des Proto-Bulgares. En outre, les nécessités de la lutte contre les Isauriens entraînent un engagement des forces européennes en Asie Mineure, déployant des effectifs réduits le long de la frontière danubienne. Les Bulgares peuvent alors mener plusieurs raids en Europe. En 493, ils tuent le maître des milices Julien au cours d'une bataille. En 499, ils sont difficilement repoussés par Aristos et en 502, ils peuvent piller la Thrace et revenir au-delà du Danube sans opposition. En 517, un nouveau raid particulièrement dévastateur intervient et des cavaliers barbares, probablement des Gépides, pénètrent jusqu'en Grèce et Anastase ne parvient pas à faire libérer les nombreux captifs.
Face à ce nouvel adversaire, les possibilités d'Anastase sont réduites. Les Bulgares ne sont pas intéressés par un accord de paix assorti d'un tribut et ils refusent d'être incorporés dans l'armée byzantine. Par ailleurs, les troupes locales se mutinent régulièrement et protestent contre l'insuffisance de leur solde et de leur approvisionnement, ce dont profite le général Vitalien. Pour protéger Constantinople d'incursions en provenance de l'ouest, Anastase renforce les défenses de la ville. Il reprend le projet d'un long mur de plus de cinquante kilomètres de long, barrant l'isthme à soixante kilomètres à l'ouest de la cité impériale. Cette imposante fortification, aussi connue sous le nom de mur d'Anastase, subsiste jusqu'au VIIe siècle et constitue un ouvrage défensif efficace. Toutefois, le coût de l’entretien et la nécessité de déployer des garnisons importantes pour sa défense expliquent son abandon. Sur le Danube, Anastase réhabilite le limes dans la région de Scythie Mineure pour protéger la Thrace et fortifie sa ville natale, qui s'affirme comme une position impériale stratégique dans la région.

### Contexte nouveau en Occident
Anastase doit aussi composer avec les changements géopolitiques intervenus en Occident. 
La papauté, influente en Italie, représente une puissance spirituelle grandissante, qui concurrence les patriarches orientaux et notamment le patriarche de Constantinople. De plus en plus, le pape prétend définir le dogme et le droit canon. En l'occurrence, il s'oppose aux doctrines hérétiques : l'arianisme, professé par les Ostrogoths, les Vandales et les Wisigoths et le monophysisme. Pour autant, les relations entre Constantinople et Rome restent cordiales car l'empereur d'Orient continue d'être perçu comme le protecteur naturel de la papauté. De plus, Anastase compte sur le pape pour contrecarrer la montée en puissance des Ostrogoths, misant sur leurs divergences théologiques.
De plus, Théodoric le Grand, vainqueur d'Odoacre qu'il assassine en 493, a établi un royaume ostrogoth en Italie et reconnaît formellement la suzeraineté de l'empire d'Orient. De ce fait, les apparences sont préservées alors que Théodoric doit coexister avec ce qu'il reste de la société romaine toujours présente dans la péninsule italienne. Pour autant, il domine le plus puissant des royaumes barbares et entretient une frontière commune avec l'Empire byzantin en Illyrie, faisant peser un danger sur les Balkans et Constantinople. 

#### Anastase et la papauté
Les relations avec la papauté, initialement bonnes, se refroidissent lors de l'avènement de Gélase Ier. Fervent défenseur de la foi définie lors du concile de Chalcédoine, il réprouve le monophysisme et les tentatives de conciliation apparues sous Zénon. L'Hénotique, qui introduit une formule de consensus sur la double nature du Christ, objet des disputes théologiques, est réprouvé, de même que son auteur, le défunt patriarche Acace de Constantinople. Le pape appelle à rayer son nom des diptyques, ce qui provoque la colère dans l'empire d'Orient. Cette dispute théologique est aussi un moyen pour le pape de s'émanciper de la tutelle impériale qu'il juge excessive. Cette opposition révèle deux conceptions différentes des rapports entre l'empereur et l'Église, qui s'incarne dans une lettre du pape à l'empereur. Alors que le pape cherche à se dégager une autonomie d'action, l'empereur byzantin veut conserver la haute main sur les questions ecclésiastiques. Anastase ne parvient pas à le faire revenir sur sa décision de réprobation d'Acace. Théodoric soutient la position pontificale, ce qui réduit l'influence de l'empereur. Pour autant, les relations ne sont pas coupées. En réalité, c'est un jeu complexe qui se noue entre ces différents acteurs qui ont chacun besoin l'un de l'autre. Le pape ne peut complètement rompre avec Anastase et il souhaite que celui-ci reconnaisse la légitimité de Théodoric, espérant ainsi que le chef ostrogoth se soumettra à certaines règles. En outre, l'empereur continue d'occuper une place déterminante comme protecteur de la foi. Théodoric lui-même désire recevoir l'approbation de Constantinople pour accroître son pouvoir en Occident.
Quand Gélase meurt en 496, son successeur Anastase II plaide pour une conciliation avec Constantinople et y envoie deux légats pontificaux. Le pape accepte de reconnaître l'Hénotique et de garder le nom d'Acace sur les diptyques. En échange de cette concession, qui pourrait lui attirer l'hostilité d'une partie du clergé et de la population en Italie, il obtient qu'Anastase reconnaisse Théodoric comme roi d'Italie. Les ornements impériaux qu'Odoacre a renvoyés à Constantinople en 476, après avoir renversé Romulus Augustule, sont transmis à Théodoric. Toutefois, l'accord est mis à mal par le décès d'Anastase II. L'élection de son successeur donne lieu à des manifestations violentes à Rome, alors qu'une part notable des représentants ecclésiastiques et des habitants refusent toute concession à l'Empire d'Orient. C'est le schisme laurentien. Symmaque, hostile aux monophysites, est d'abord élu, mais il est concurrencé par Laurent, antipape entre 501 et 507, plus favorable au rapprochement avec Constantinople,. Avec le premier, les relations sont particulièrement tendues et Anastase aurait écrit un libelle à son égard, l'accusant de comploter avec le Sénat de Rome pour le faire excommunier et d'adhérer aux thèses manichéennes, ce qui provoque une réponse tout aussi acerbe de Symmaque qui rappelle son attachement aux principes du concile de Nicée I et les critiques à l'égard d'Acace.

#### Des relations fluctuantes avec les royaumes barbares

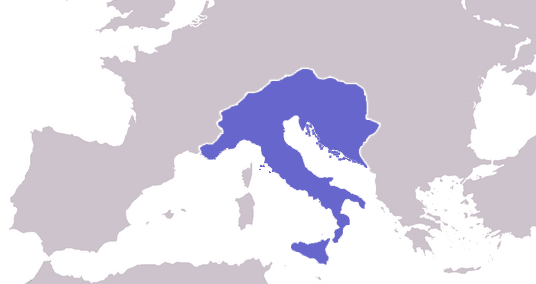
Carte du royaume ostrogoth sous Théodoric.

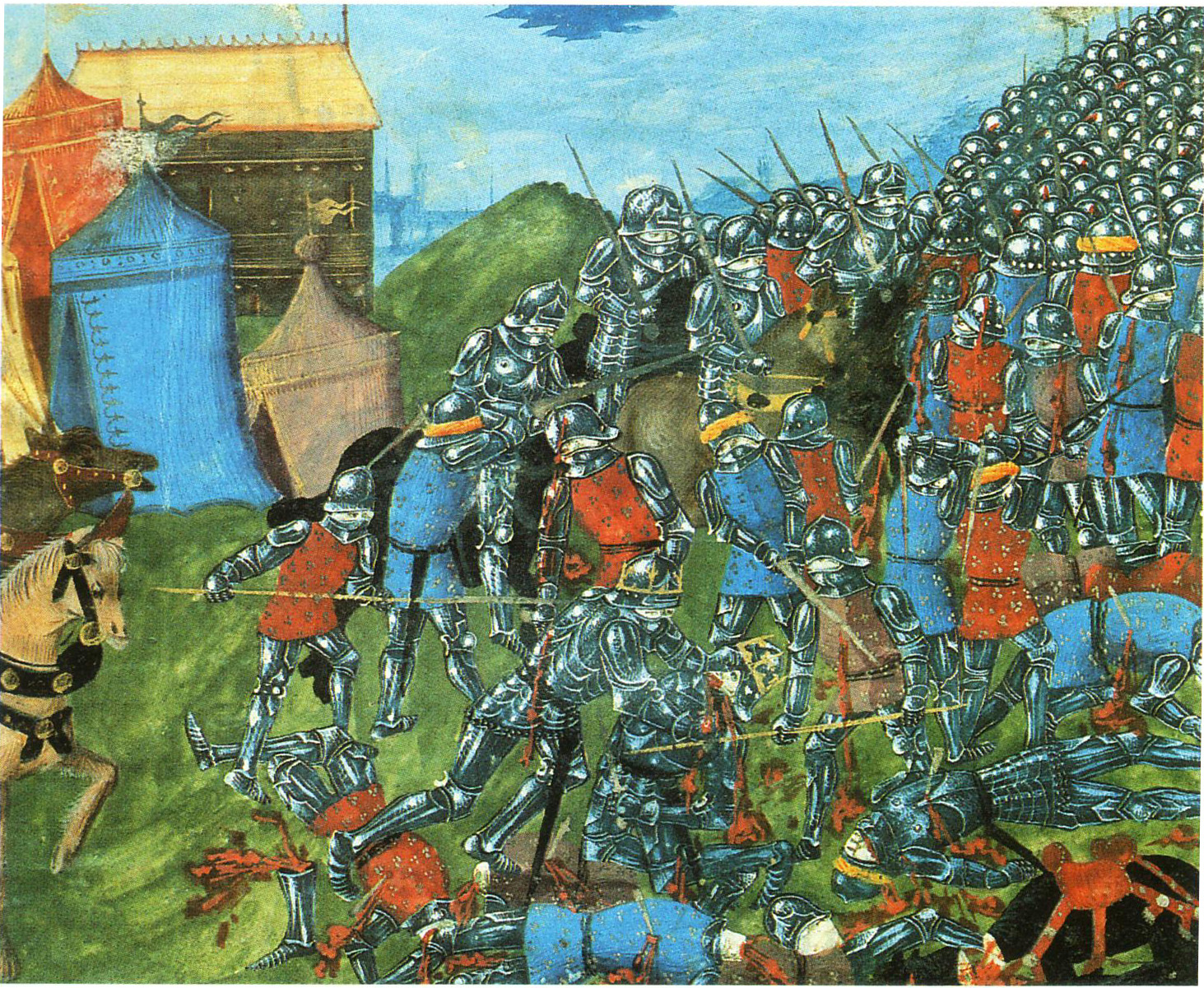
Miniature du XV, conservée à la bibliothèque nationale de France qui représente la bataille de Vouillé lors de laquelle Clovis tue Alaric II et affirme sa domination sur la Gaule.

Entre-temps, les relations se sont tendues entre l'empire d'Orient et les Ostrogoths. Si Théodoric a enfin été reconnu comme monarque d'Italie et a revêtu des insignes impériaux, il n'est pas considéré comme un empereur pour autant par Anastase. Or, il a des visées expansionnistes qui menacent le territoire de l'empire d'Orient en Pannonie. Cette région est alors occupée par les Gépides mais Théodoric les vainc en 504 et s'empare de Sirmium, la principale cité de la région, cédée par Valentinien III à l'empire d'Orient en 437. En outre, il s'est allié au général Mundus, un chef gépide qui mène des raids en Dacie, menaçant les positions impériales. Anastase envoie son maître des milices d'Illyrie le combattre mais il est vaincu en 505, en partie à cause de l'intervention de troupes de Théodoric. Le roi ostrogoth évite tout de même une détérioration trop sensible de ses relations avec Constantinople ; prudemment, il tente de négocier avec Anastase mais celui-ci ne donne aucune suite à ses avances, bien qu'il reconnaisse l'annexion de Sirmium en 510 et de l'ensemble de la Pannonie, sauf Bassianae. 
Face à l'échec de la solution militaire, l'empereur décide de contre-attaquer diplomatiquement et utilise les rivalités entre les peuples germaniques. Dès 512, il installe des Hérules dans la région orientale du Srem. Plus à l'ouest, dans l'ancienne Gaule, le roi des Francs, Clovis Ier s'est constitué un puissant royaume susceptible de contester l'hégémonie de Théodoric. En se convertissant au catholicisme, Clovis a renforcé sa position. Pour s'offrir son alliance, Anastase le nomme patrice et lui confère la dignité consulaire après sa victoire à Vouillé en 507, qu'il célèbre par un triomphe. Dès lors, Théodoric ne peut plus légitimement revendiquer la Gaule car le droit de Clovis à administrer cette terre est reconnu par l'empereur romain d'Orient. En revanche, la nature exacte du consulat de Clovis a été débattue par les historiens car son nom ne figure pas dans les fastes consulaires, liste traditionnelle des consuls. Il s'agirait alors plutôt d'un consulat honoraire, d'une valeur immédiatement inférieure. L'intervention de la marine byzantine qui mène une opération en mer Adriatique contre les Ostrogoths en 507 a parfois été considérée comme une action concertée avec Clovis alors rival de Théodoric en Occident mais rien n'atteste d'une telle coordination.
Anastase entretient aussi des bonnes relations avec les Burgondes, autres rivaux des Goths, tant avec Gondebaud, pourtant arien, qu'avec son fils Sigismond, qui se rallie au catholicisme. Celui-ci se définit même comme un soldat (miles) de l'empereur dans une missive, à tel point que Théodoric finit par intercepter les messagers diplomatiques qui passeraient par l'Italie,. Par ailleurs, il entretient des relations qualifiées d'amicales avec le roi des Vandales Thrasamund.
Ces manœuvres n'empêchent pas Théodoric de poursuivre ses ambitions. Pour parer à la menace franque, il envahit la Septimanie en 508. En 511, il profite du désordre interne au royaume wisigoth pour s'en faire proclamer roi. Il complète son réseau d'alliances en s'associant à des peuples germains, dont les Hérules et la ligue des Thuringes. En réaction, Anastase use encore de la diplomatie. Il s'allie aux Lombards pour que ceux-ci attaquent les Hérules et les chassent de Slovaquie. À la mort d'Anastase, le royaume de Théodoric est clairement le plus puissant d'Occident. Toutefois, la diplomatie byzantine est parvenue à contrôler son expansion dont les bases restent fragiles et fortement liées au prestige personnel du roi ostrogoth.

### En Orient

#### Relations accrues avec les Arabes

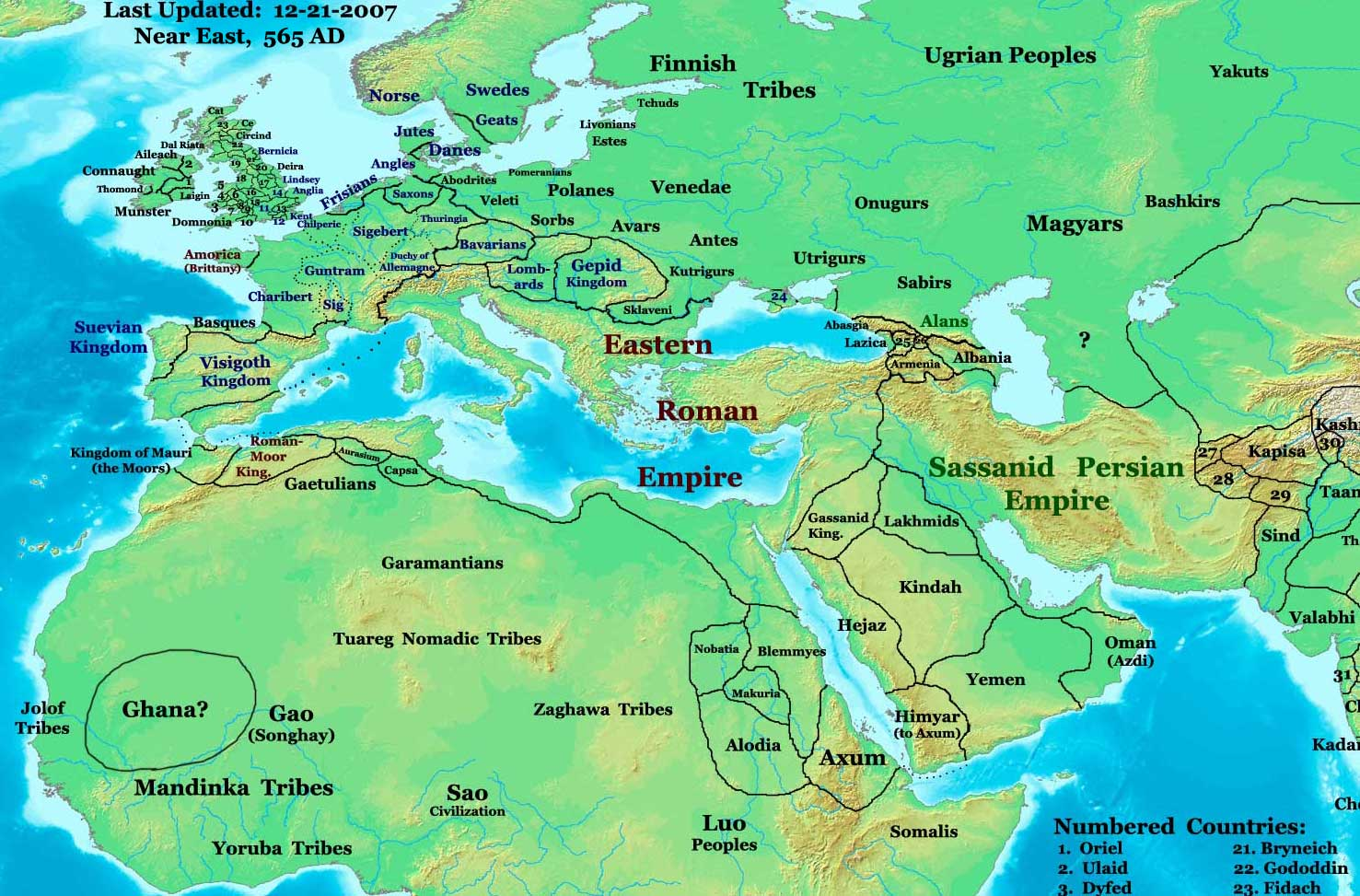
Carte du monde méditerranéen et moyen-oriental sous Justinien, quelques années après la mort d'Anastase, qui fait figurer les zones d'influence des principaux peuples arabes, que sont les Ghassanides, les Lakhmides et les Kindites (Kindah), entre l'Empire d'Orient et les Sassanides.

C'est en Orient que le principal effort militaire d'Anastase se porte. En face de l'Empire byzantin se dresse l'empire des Perses Sassanides, une puissance d'importance avec laquelle les relations sont pourtant apaisées depuis plusieurs décennies. Cependant, en 488, l'empereur Kavadh Ier arrive au pouvoir et consolide rapidement son emprise sur le trône. En outre, les relations byzantino-perses se crispent autour du contrôle de la vaste zone frontalière entre les deux empires, en partie constituées de zones désertiques. Dans ces territoires, des peuples variés coexistent et entretiennent des relations avec les deux grandes puissances régionales. Les Ghassanides se convertissent au christianisme et se rapprochent de Constantinople, tout comme les Kindites. Mais d'autres peuples, comme les Lakhmides, sont des alliés des Perses et des ennemis des Ghassanides. S'ils sont aussi chrétiens, ils se tournent vers le nestorianisme, une doctrine combattue dans l'Empire mais populaire dans les provinces perses. Ces tribus contribuent elles-mêmes à menacer la paix. Au début des années 490, les Lakhmides lancent un raid contre les Byzantins, annonçant la venue de temps plus troubles en Orient. En 498, ils pillent la Palestine, l'Arabie et la Syrie. Le général byzantin Eugène parvient toutefois à les vaincre. En outre, les propres alliés de l'Empire romain d'Orient se retournent parfois contre lui, mécontents des privilèges qui leur sont parfois retirés ou les trouvant simplement insuffisants. Ils vont même jusqu'à attaquer les provinces frontalières syriennes et palestiniennes mais sont repoussés par le duc Romanos qui en profite aussi pour ramener l'île de Jotabé dans l'orbite impériale. C'est alors une position stratégique pour le contrôle du commerce en mer Rouge. Le retour de fonctionnaires douaniers permet d'y collecter d'importants revenus douaniers qui contribuent à l'effort significatif d'Anastase pour consolider les finances de l'Empire.
Pour calmer la situation, Anastase accorde des concessions aux Kindites, qui dominent l'Arabie centrale et aux Ghassanides. Il renouvelle leur statut d'alliés de l'Empire au travers d'un foedus et confère à leurs dirigeants le statut de phylarque. Formellement, ils sont subordonnés aux gouverneurs des provinces frontalières de l'Empire mais en réalité, ils sont fortement autonomes. Néanmoins, cette alliance s'avère solide car elle perdure tout au long du VIe siècle, jusqu'à la bataille de Yarmouk.

#### La guerre d'Anastase

Carte de la frontière perso-byzantine.

Dans le même temps, les relations se tendent avec les Perses. Kavadh Ier a été renversé en 496 et il ne récupère son trône qu'avec l'aide des Huns Shvetahûna en 499. Néanmoins, ils exigent de Kavadh le versement d'un lourd tribut en compensation de leur aide. L'empereur perse se tourne alors vers Anastase, lui demandant de reprendre les paiements que l'Empire byzantin doit aux Sassanides depuis un traité de 442. Anastase est plutôt favorable à cette requête. Il ne soutient pas les Arméniens qui se rebellent contre Kavadh. Cependant, il ne veut pas que le versement prenne la forme d'un tribut mais d'un prêt. Ainsi, Anastase devient le créditeur de Kavadh et non son obligé. L'empereur sassanide ressent cette demande comme une humiliation et un rejet du traité de 442. S'appuyant sur ce qu'il considère comme un casus belli, il déclenche la guerre d'Anastase en 502.
Ce conflit, d'envergure limitée, dure quatre ans. Kavadh espère contraindre Anastase à lui payer le tribut demandé et lance des opérations en Sophène et en Mésopotamie romaine, composées de raids et de sièges, sans réelle volonté de conquêtes territoriales. Les troupes frontalières, chargées de défendre le limes, sont rapidement dépassées avec les chutes de Théodosiopolis et de Martyropolis, même si la ville d'Amida résiste fermement avant de céder en janvier 503. En parallèle, les Arabes interviennent aussi dans ce conflit. Les Lakhmides accompagnent d'abord les Perses en 502 et mènent un raid jusqu'à Edesse puis un autre en Palestine en 503, alors que les Ghassanides s'en prennent à leur territoire la même année, pour soulager les Byzantins. Pour riposter, Anastase envoie le maître des milices d'Orient Aréobindus et les maîtres des milices præsentalis (responsable des troupes de la capitale), Hypace et Patricius, combattre les Sassanides à la tête d'une armée qui pourrait avoir compté jusqu'à 60 000 hommes. Mais les trois hommes se coordonnent mal : alors qu'Aréobindus s'attaque à Nisibis, il est défait et ne peut être soutenu à temps par Hypace et Patricius, alors occupés à assiéger Amida. Finalement, c'est le magister officiorum, Celer, qui prend la tête des opérations à l'été 503. Pour autant, il n'obtient aucun succès décisif et se contente de reprendre Amida en 504. En face, les Perses n'ont pas plus de réussites et le conflit s'enlise. Ils se retirent en 505 alors que les Huns les attaquent. En 506, un traité de paix est signé. Anastase s'engage à verser 550 livres d'or à Kavadh, ce qui est moins que le tribut demandé initialement et, selon Procope de Césarée, une trêve de sept ans est décidée. Dans le même temps, Anastase fait renforcer les fortifications frontalières, fortifiant Dara, une position située à proximité directe de la frontière et renommée pour un temps Anastasiopolis, ainsi que Théodosiopolis. La Mésopotamie romaine est alors en mesure de soutenir une future invasion perse. La paix semble être respectée jusqu'à la mort d'Anastase et les quelques velléités guerrières des Lakhmides et des Ghassanides sont matées par leur puissance tutélaire.
Quelques événements viennent troubler la paix en Orient lors des dernières années du règne d'Anastase comme une tentative avortée d'invasion du Pont par les Tzanes en 506,, un soulèvement en Arménie en 513, rapidement maté et, surtout, une incursion des Sabires au sud du Caucase, qui attaquent autant les Perses que les Byzantins et confirment la nécessité de renforcer les défenses de la frontière orientale. Anastase réagit en consentant à des remises d'impôts pour les régions affectées d'Arménie et de Cappadoce et certaines cités, comme Euchaita, bénéficient d'une attention particulière.

### En mer Rouge
Alors qu'Anastase est plutôt prudent et défensif sur la plupart des fronts, il mène une politique active et aventureuse en mer Rouge et dans les territoires au sud de l'Égypte byzantine. Il noue des relations étroites avec les deux royaumes régionaux : celui d'Aksoum et celui d'Himyar sur la côte yéménite. Ils représentent d'importants partenaires commerciaux pour l'Empire, exportant des produits précieux d'Afrique et d'Arabie comme l'ébène, l'encens, l'ivoire ou les épices. Ils sont aussi d'importants comptoirs commerciaux sur la voie maritime qui relie le monde méditerranéen à l'Extrême-Orient. Ce commerce aboutit au port d'Eilat, dans le golfe d'Aqaba. À cette époque, le commerce entre l'Empire et le monde indien repose principalement sur les Aksoumites, car les navires byzantins ne s'aventurent pas au-delà du détroit de Bab-el-Mandeb. Toutefois, les relations entre le royaume d'Aksoum et le royaume d'Himyar se détériorent sur fond de querelles religieuses. Le second s'est converti au judaïsme et réagit mal aux exactions commises par les Aksoumites contre les Juifs. En représailles, les Himyarites tuent des commerçants byzantins. Le roi aksoumite, Andas, riposte militairement, probablement à l'instigation d'Anastase. Après son succès, l'empereur lui envoie un évêque monophysite qui participe à l'évangélisation de la région, en particulier du Yémen, tandis que le roi d'Aksoum lui envoie comme cadeaux deux girafes et un éléphant. Anastase parvient donc à étendre la sphère d'influence de l'Empire à des régions éloignées,.
Dans les provinces impériales d'Afrique, la seule perturbation extérieure est un raid des Mazices en Libye, entre 512 et 515, qui pillent la Cyrénaïque.

## Gouvernement de l'Empire
Fin connaisseur de l'administration impériale, Anastase a réformé de nombreux pans des institutions byzantines par le biais d'édits et de textes qui ont parfois été codifiés quelques années plus tard dans le Code justinien. Bon gestionnaire, Ernst Stein le qualifie de « fiscaliste rigoureux », guidé par un désir d'assanissement des finances publiques sans pour autant accroître les impôts. Pour s'assurer de la réussite de ses réformes, il s'entoure de fonctionnaires qualifiés, recrutés sur la base de leur mérite et non de leur richesse. Le plus connu d'entre eux est Marinus, véritable architecte de la politique fiscale et budgétaire d'Anastase, ainsi que Polycarpus, qui semble mener plusieurs réformes autour de 498.

### Œuvre administrative

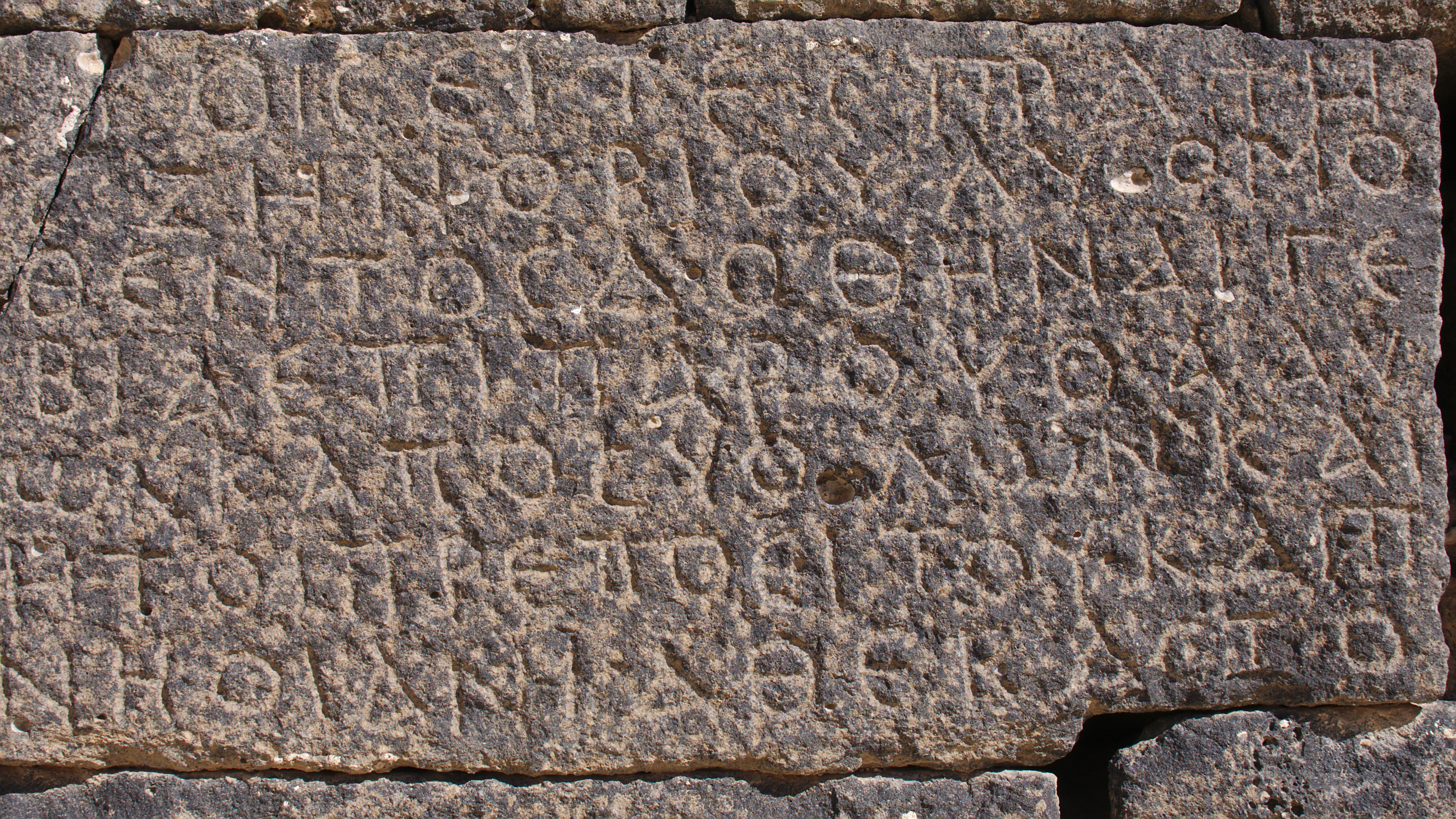
Bloc de basalte gravé en grec, retranscrivant l'édit d'Anastase à Qasr al Hallabat.

#### Réorganisation du système fiscal
Quand il arrive au pouvoir, la situation financière de l'Empire est fragile et garde encore la trace du désastre de la bataille du Cap Bon (468), dont la défaite met un terme à une expédition dispendieuse contre le royaume vandale. Sa première réforme fiscale est l'abolition du chrysargyre un impôt dont l'assiette repose sur les artisans et les commerçants des villes. Prélevé tous les cinq ans, il devient une charge fiscale de plus en plus lourde sans avoir un rendement intéressant pour l'Empire. L'abolition pourrait avoir pour objectif de stimuler le commerce urbain alors que les rentrées fiscales reposent désormais sur l'économie rurale et le commerce international,. Cette décision est très bien accueillie par la population mais moins par l'administration. En revanche, il instaure rapidement un nouvel impôt, le chrysoteleia, mal connu et sûrement relativement éphémère car seul Malalas l'évoque. Il consisterait en un remplacement d'une obligation militaire ainsi que d'un impôt en nature (l'annone) par une taxe en or que Karayannopulos estime être un palliatif d'un déficit du trésor impérial. Quoi qu'il en soit, la suppression du chrysargyre a un nécessaire impact sur les rentrées fiscales mais Anastase s'efforce d'en annuler les effets par une action réformatrice pour consolider l'état des finances publiques.
Il réorganise l'administration fiscale, qui confond alors assez fortement les biens de la Couronne, eux-mêmes distincts des biens de l'Empire, avec les biens privés de l'Empereur. Anastase va céder une partie de ses biens (le res privata) à la Couronne (le patrimonium) et les faire administrer par un comes sacri patrimonii, qui cohabite avec le comes rerum privatarum (comte du domaine privé), qui continue à gérer les biens restant la propriété de l'Empereur au sens strict. Les deux fonctionnaires disposent du même statut et des mêmes prérogatives sur leur champ de compétences. Ce transfert, qui concerne notamment des propriétés cédées à l'Empereur à l'occasion de condamnations ou de déchéances, comme celle des Isauriens, permet de compenser la fin du chrysargyre. Les revenus tirés de ces biens sont alors directement affectés au financement de l'État, ce qui permet d'abonder le trésor impérial. Ainsi, ces biens ne changent pas véritablement de nature, ils continuent d'être englobés au sein de l'ensemble très large qu'est le res privata mais c'est l'affectation des revenus qui évolue. Dès lors qu'ils appartiennent au patrimoine, ils financent le fisc et non plus la cour impériale. La date exacte de ce changement n'est pas connue avec certitude et oscille entre 497 et 518, alors que Théodoric procède à la même réforme en Italie, sans qu'il soit possible de connaître le degré d'interactions entre les deux souverains,. En définitive, les décisions fiscales d'Anastase semblent surtout guidées par le soin de renforcer les ressources en or de l'Empire.

#### Fiscalité des routes commerciales

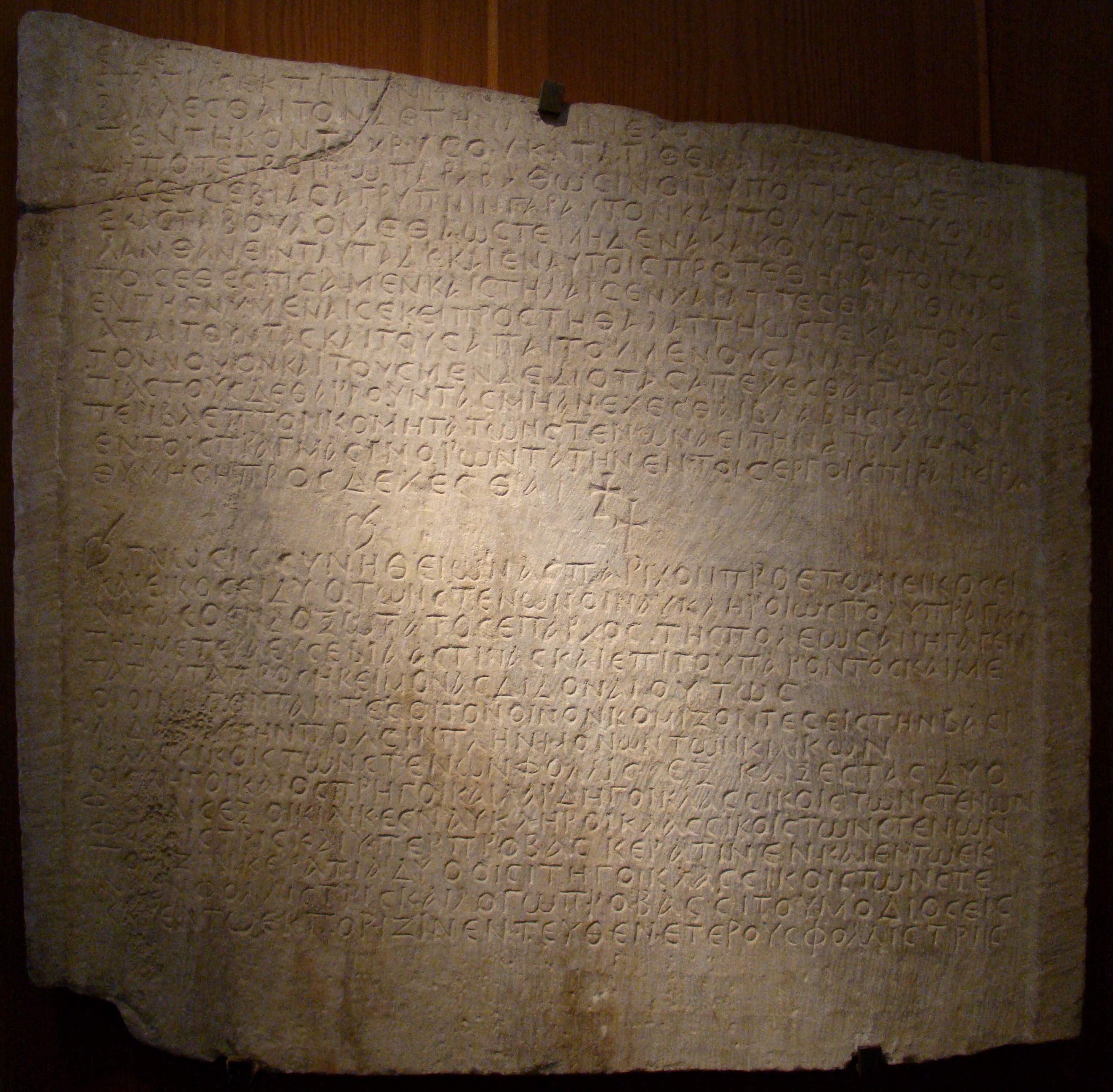
Le tarif d'Abydos, connu aussi comme l'édit d'Anastase, qui régit les règles commerciales pour le passage du détroit des Dardanelles, conservé au musée archéologique d'Istanbul.

Anastase veille à la régulation du commerce extérieur de l'Empire avec l'apparition des commerciaires, chargés de prélever les taxes sur les importations aux frontières de l'Empire. Ils prennent la suite des comites commerciorum placés sous la responsabilité du comte des largesses sacrées alors que les commerciaires sont dépendants de la préfecture du prétoire. Ils ont notamment un rôle important dans le contrôle du commerce de la soie.
Le commerce des Détroits, partie essentielle des échanges entre la Cité impériale et la Méditerranée d'une part, la mer Noire de l'autre, est aussi réorganisé. Une stèle parfois connue sous le nom d'édit d'Anastase a été retrouvée à Abydos sur les Dardanelles, datant vraisemblablement de son règne et qui rappelle les règles en vigueur dans la collecte des taxes douanières à cet endroit. Le texte spécifie notamment que le comte des détroits, chargé de cette collecte, est responsable sur ses deniers propres de la bonne exécution de sa mission et se voit sanctionné d'une amende de cinquante pièces d'or en cas de manquement.

#### Réforme de l'administration municipale
Anastase s'assure que le rendement de l'impôt est optimal. Il rend les curiales, les représentants des élites locales qui gouvernent les cités, responsables sur leurs deniers propres, de la perception de l'impôt. S'il s'avère que la somme versée est inférieure à ce qui est attendu, ils doivent payer la différence. Toutefois, cette réforme a un effet pervers. Les curiales sont tentés d'accroître démesurément la pression fiscale sur la population et surtout sur les plus pauvres car les plus riches sont en mesure de les corrompre ou de les menacer. Par conséquent, ils sont en partie déchargés de leur mission fiscale et assistés de fonctionnaires spécifiques, les vindices, nommés par le préfet du prétoire avec pour objectif d'améliorer le prélèvement de l'impôt. 
Le doute subsiste sur l'efficacité de cette réforme car ces agents aussi tendent à exiger des sommes importantes auprès des contribuables. Par ailleurs, plusieurs chroniqueurs font de cette réforme la responsable du déclin des administrations municipales, qui doit certainement être recherché ailleurs que dans cette seule évolution. En effet, les vindices sont loin de prendre en charge l'ensemble des fonctions des curiales au sein des conseils municipaux et la politique intérieure d'Anastase est, dans l'ensemble, plutôt favorable aux cités. Mischa Meier estime ainsi qu'il est difficile de connaître le véritable impact de l'introduction des vindices, d'autant qu'ils ne sont pas présents dans toutes les cités et semblent ne pas avoir subsisté très longtemps à la mort d'Anastase. Michel Kaplan juge, pour sa part, que cette réforme marque une évolution vers une fiscalité byzantine dans laquelle le lien est plus direct entre l'État et le contribuable, alors que les curiales forment jusque-là un intermédiaire distinct de l'administration centralisée,,.
En plus de cette réforme des curiales et des vindices, Anastase renforce aussi les pouvoirs du defensor civitatis, dont le rôle est de protéger les habitants contre les abus de l'administration. Élu, il doit prêter serment auprès de l'évêque de sa province et veille surtout à ce que la fiscalité soit justement appliquée. Ce souhait semble avoir eu des résultats contrastés car, quelques années plus tard, Justinien réforme cet office à nouveau pour le rendre plus indépendant des gouverneurs. Dans l'ensemble, ces réformes de l'administration municipale apparaissent plutôt comme des adaptations à l'évolution des élites locales, en particulier l'affermissement des évêques, plutôt que comme une entreprise délibérée de saper les fondements de la cité et de ses institutions antiques, déjà en partie archaïques,.

#### Administration provinciale et palatiale
Un certain nombre de textes administratifs d'Anastase ont été retrouvés, qui réglementent divers aspects du gouvernement de son Empire. Ainsi, sur le site d'Apollonie de Cyrène, en Cyrénaïque, plusieurs fragments d'un édit sur l'administration militaire de la région ont pu être découverts. De même, à Qasr al Hallabat, en Jordanie, des vestiges font état d'un texte qui légifère sur les ducs et leur bureau dans la région. Les duchés sont alors les subdivisions des circonscriptions militaires dirigées par les maîtres des milices (les magister militum). En l'occurrence, le texte réglemente la solde des ducs et l'organisation de leur bureau. D'autres parties concernent l'annone, où se retrouve le souci de l'empereur de réguler les finances de son Empire (interdiction faite aux officiers de profiter des permissions des soldats pour s'emparer de leur solde, allocations destinées à l'entretien des chevaux et des chameaux, etc.),. En Orient, Anastase contribue aussi à assouplir la distinction entre les limitanei (les troupes frontalières) et les comitatenses, les troupes mobiles chargées des campagnes. Dans les faits, ces dernières tendent à se fixer régionalement et sont désormais directement subordonnées au duc de leur zone d'appartenance. Anastase se montre attentif aux particularismes locaux pour adapter sa politique. Ainsi, dans les Balkans, pour contrer les difficultés d'approvisionnement de la troupe, il maintient la coemptio, c'est-à-dire la possibilité pour l'État d'acheter des biens à prix fixes aux différents marchands ou paysans, alors qu'il fait disparaître cette pratique dans d'autres régions de l'Empire.
Toujours dans le cadre d'une politique fiscale favorable à la population, il réduit l'impôt des Limitanei, les troupes frontalières. De même, il consent à des remises d'impôts pour les régions frappées par les guerres.
Sans surprise s'agissant de son ancienne fonction palatine, il gratifie les silentiaires de certains privilèges, notamment pour l'héritage. Certains textes, notamment les éloges à son égard, laissent à penser qu'il cherche à circonscrire voire à abolir la pratique du suffragium, qui se rapproche d'une forme de vénalité des charges. Certains textes démontrent une volonté d'encadrement mais c'est véritablement sous Justinien que des efforts substantiels sont menés contre cette pratique. Attentif à maintenir une justice égalitaire, il demande une particulière attention au respect des droits des plus démunis dans le cadre d'une procédure judiciaire. Inversement, il appelle à la vigilance quand l'affaire met en cause un aristocrate avec un risque de corruption de la justice.

#### Législation agraire et familiale
Deux édits d'Anastase témoignent de son action dans le domaine agricole. Il tente de réguler le régime du colonat, devenu intermédiaire entre l'esclave et l'homme libre, et rattaché à une terre. Honorius leur permet d'obtenir la liberté après trente ans d'absence de la terre d'attachement mais cela favorise l'abandon de parcelles qui pourraient être productives. Pour réguler le phénomène, Valentinien III a déjà imposé qu'un colon absent d'une terre depuis trente ans se voie rattaché à sa nouvelle terre de fixation au lieu de devenir libre mais cela n'a cours qu'en Occident. Anastase décide de distinguer deux conditions : celle de l'adscrit dont les biens appartiennent au propriétaire et celle au bout duquel les individus deviennent des colons après trente ans de présence sur une terre. Ils sont bien tenus de travailler celle-ci et de payer l'impôt afférent mais leurs biens leur appartiennent et ils sont donc libres. Néanmoins, comme le souligne Michel Kaplan, cette réforme demeure difficile à interpréter. Soit elle va dans le sens d'un asservissement relatif d'hommes libres, soit vers un alignement sur le régime le plus favorable, c'est-à-dire celui de colon libre,. Anastase s'attaque aussi au problème des terres inoccupées et donc improductives, qui risquent de ne plus être imposables. Pour éviter un impact trop fort sur les finances publiques, les empereurs se sont régulièrement efforcés de rattacher ces terres à d'autres contribuables. Anastase décrète que les habitants de la même circonscription de recensement que la parcelle abandonnée sont collectivement responsables de l'impôt de celle-ci. 
Il légifère aussi en matière familiale. Ainsi, quand un homme divorce de sa femme avec le consentement de cette dernière, elle peut se remarier au bout d'un an et non plus de cinq. Des lois sont passées sur l'héritage et le statut des différents membres de la famille, autorisant par exemple les hommes sans descendance à adopter un enfant issu d'une relation illégitime pour en faire leur héritier. Il s'intéresse aussi à l'encadrement des cas d'émancipation des enfants et des droits des tuteurs.

### Troubles urbains

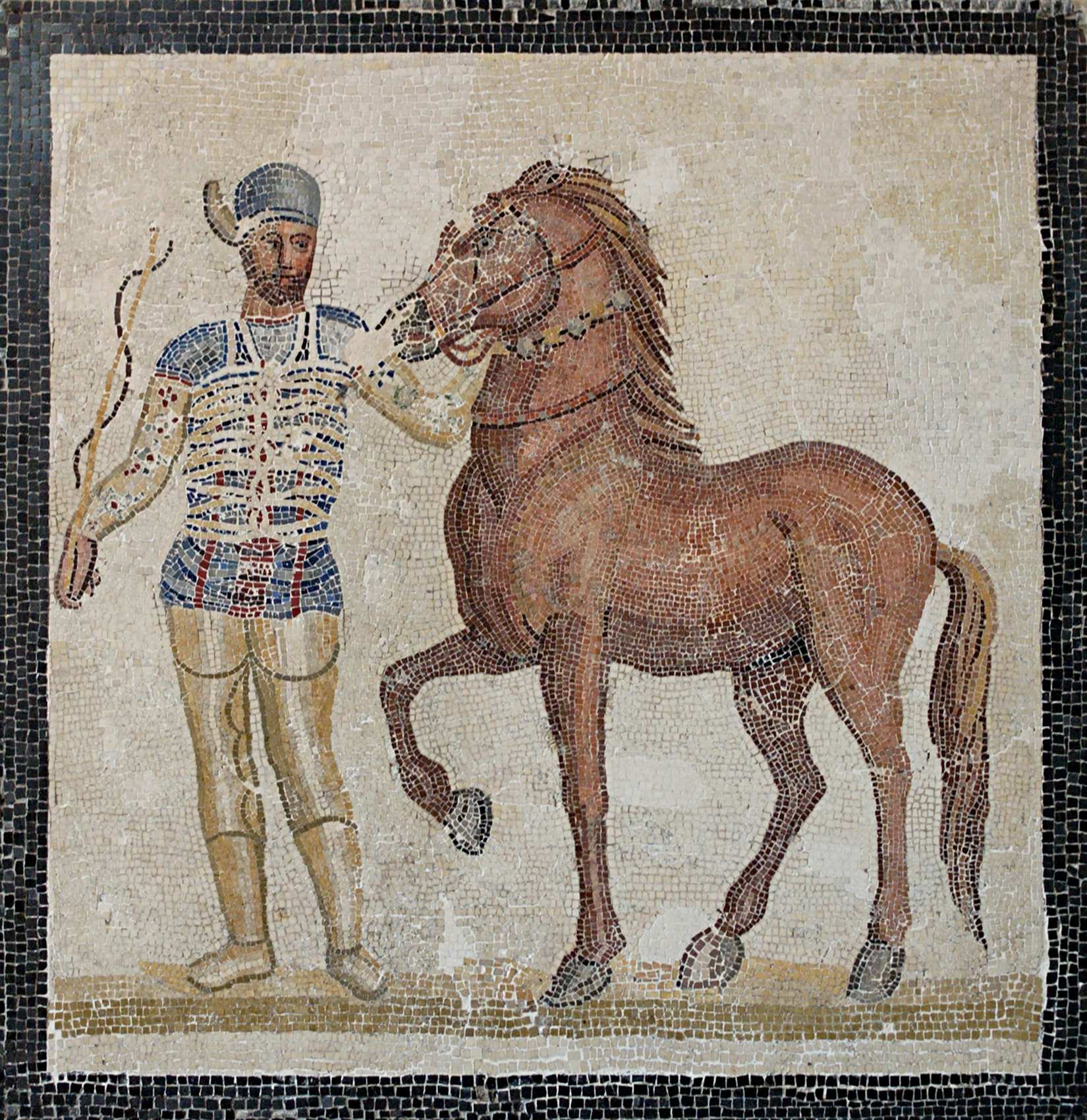
Mosaïque de pavement avec un aurige « bleu », musée national romain.

Un des aspects marquants des premières décennies de l'Empire romain d'Orient est la croissance démographique des cités. En parallèle, les violences urbaines se multiplient alors que l'administration municipale classique, fondée sur les curiales, décline. Les populations urbaines se divisent entre des factions, des groupes identifiés par des couleurs, chargés d'organiser les courses de chars. Toutefois, elles représentent parfois les différentes tendances qui traversent l'opinion publique byzantine, débouchant sur des oppositions violentes qui menacent la tranquillité publique. Deux de ces factions sont très influentes : les Bleus et les Verts. Dès les premières années du règne d'Anastase, des troubles apparaissent, peut-être fomentés par les Isauriens. Les Verts sont parfois associés au parti des monophysites et Anastase a pu être considéré comme un de leurs partisans, même si cette hypothèse est de moins en moins admise car les événements attestent plutôt du contraire. Ainsi, en 498, ce sont les Verts qui protestent contre l'arrestation de certains de leurs membres et vont jusqu'à blesser Anastase lors de leurs manifestations. L'empereur aurait réagi par la nomination d'un préfet de la ville, Platon, plutôt favorable aux Verts, même si ces derniers finissent par demander qu'il soit livré en pâture aux bêtes lors d'une révolte ultérieure. 
En 501, les Bleus et les Verts sont engagés dans de véritables combats de rue qui causent plus de 3 000 morts, parmi lesquels un fils illégitime d'Anastase. Face à cette violence croissante, l'empereur doit envoyer l'armée et il interdit la fête des Brytes, associée à l'avènement du printemps et à l'origine directe de ces violences. Pour autant, en 507, c'est une véritable insurrection des Verts qui s'empare d'Antioche, en partie incendiée et apparemment dirigée contre la communauté juive. Les Verts parviennent à repousser les soldats envoyés contre eux, pourtant soutenus par les Bleus, et tuent le préfet des vigiles. Anastase réagit par la nomination d'un nouveau comte d'Orient qui réprime violemment les fauteurs de troubles,. Les factions sont à nouveau impliquées dans le mouvement insurrectionnel qui s'empare de la capitale en 512. Dans l'ensemble, le règne d'Anastase est marqué par une recrudescence de ces violences urbaines, sans qu'il soit forcément aisé de discerner une préférence de l'Empereur pour l'une ou l'autre des factions. Pour Jacques Jarry, à rebours d'autres historiens, il aurait plutôt été favorable aux Bleus du fait d'une politique intérieure tournée vers les propriétaires terriens, partisans traditionnels de cette Faction même si cette interprétation est aussi sujette à caution. Alan Cameron a été jusqu'à mettre en avant l'action d'un célèbre conducteur de char, Porphyrius, qui aurait régulièrement changé de couleur à la demande d'Anastase pour entretenir une rivalité sportive confinée au sein de l'Hippodrome. Au-delà de ses convictions politiques et religieuses, Anastase paraît surtout être animé par l'impératif de préserver l'ordre impérial et, pour ce faire, il n'hésite pas à user de la ruse voire de la tromperie, pour mieux reprendre la main.

### Un empereur bâtisseur
Anastase semble aussi avoir favorisé diverses constructions sous son règne, au-delà du mur d'Anastase qui est probablement son entreprise la plus ambitieuse même s'il n'en est pas à l'origine. Plusieurs auteurs ont mis en exergue ses réalisations, comme Jean de Nikiou qui écrit qu'il aime construire de nouveaux édifices ou Jean le Lydien qui souligne sa générosité dans l'aménagement des cités, notamment la construction de ports et de fortifications. Il fait par exemple aménager le port de Julien à Constantinople. Attentif à la solidité financière de son Empire, il ne se lance pas dans des dépenses somptuaires mais plutôt dans des constructions dont il espère des bénéfices à différents niveaux. Il favorise l'entretien de greniers dans différentes cités de l'Empire, notamment en Orient, pour favoriser leur approvisionnement et contribue à l'aménagement de Constantinople puisqu'il serait à l'origine de la construction de la citerne de Mocius. Il fait aussi construire une salle du palais des Blachernes, aussi appelé triclinos, qui est nommé d'après lui et pourrait être à l'initiative de la Chalkè, l'entrée monumentale du Grand Palais, construite pour célébrer sa victoire sur les Isauriens. Il améliore aussi le port de Césarée en Palestine et fait restaurer le phare d'Alexandrie, ainsi que l'aqueduc de Jérusalem. Plusieurs églises lui sont attribuées, dont une à Amida ou encore l'église des Saints Serge, Léonce et Bacchus à Bosra, sans qu'il soit toujours facile de dégager son degré d'implication dans ces différentes constructions. Il contribue aussi à l'agrandissement du monastère Mor Gabriel. Sur le plan militaire, il s'attelle à restaurer de nombreuses fortifications, tant sur la frontière orientale que dans une entreprise de rétablissement du limes danubien. Au total, selon l'historien Carmelo Capizzi, Anastase aurait contribué à soixante-neuf constructions.

### Monnaies
Un grand nombre de pièces de monnaie au nom d'Anastase ont été retrouvées, qui témoignent des décisions prises par l'Empereur dans ce domaine. Depuis les réformes stabilisatrices de Dioclétien, les monnaies romaines ont peu évolué mais ont malgré tout connu quelques dépréciations, qui frappent surtout le nummus. Perdant l'essentiel de sa valeur, son usage devient de plus en plus complexe, nécessitant d'en produire de grandes quantités. Dans la perspective plus large d'assainir les finances publiques, Anastase procède à une importante réforme monétaire, relatée dans plusieurs sources de l'époque. Le nummus, aussi appelé follis, est décomposé en plusieurs multiples de 40, 20, 10 et 5 nummi pour essayer de réguler la circulation monétaire. Surtout, il fait marquer facialement la valeur de la pièce pour la fixer et éviter qu'elle ne fluctue trop, ce qui est particulièrement apprécié par la population selon Marcellinus Comes, d'autant qu'elle permet un sursaut des échanges quotidiens de faible valeur,,. Plusieurs historiens ont estimé que cette évolution fait rentrer la monnaie romaine dans sa période byzantine et cette caractéristique perdure au moins quelques siècles,.
Par ailleurs, plusieurs royaumes barbares émettent des monnaies romaines au nom d'Anastase, confirmant par-là, la prépondérance toujours accordée à l'Empire, même si celle-ci est désormais purement formelle. Ainsi, des trémissis dits pseudo-impériaux, frappés notamment par les Wisigoths ont été retrouvés représentant l'empereur Anastase. De même, Clovis fait battre des solidus figurant Anastase.
Selon Procope de Césarée dans son Histoire secrète, les réalisations économiques et administratives d'Anastase consolident fortement l'état des finances impériales, au point de laisser un excédent de 320 000 livres d'or. Néanmoins, ce chiffre doit être pondéré, car il émane d'un récit qui vise surtout à discréditer l'empereur Justinien et, en l'occurrence, ses folles prodigalités qui épuisent rapidement cette manne bien réelle.

Monnaies byzantines
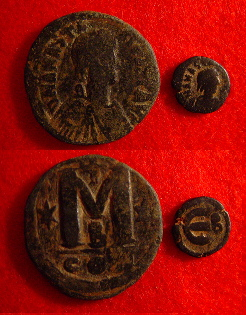
Nummi de la fin du règne d'Anastase Ier : une pièce de 40 nummi (ou follis), marquée d'un M et une pièce de 5 nummi ( ou pentanummium), marquée d'un E. Ces lettres permettent de fixer la valeur de ces pièces.
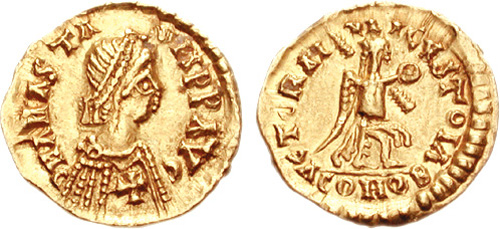
Trémissis frappé à Arles ou à Narbonne, dans le royaume wisigoth, au nom d'Anastase Ier, représenté sur l'avers. Sur le revers, c'est la figure de la Victoire qui est représentée. Cette pièce a probablement été émise à la fin du règne d'Anastase
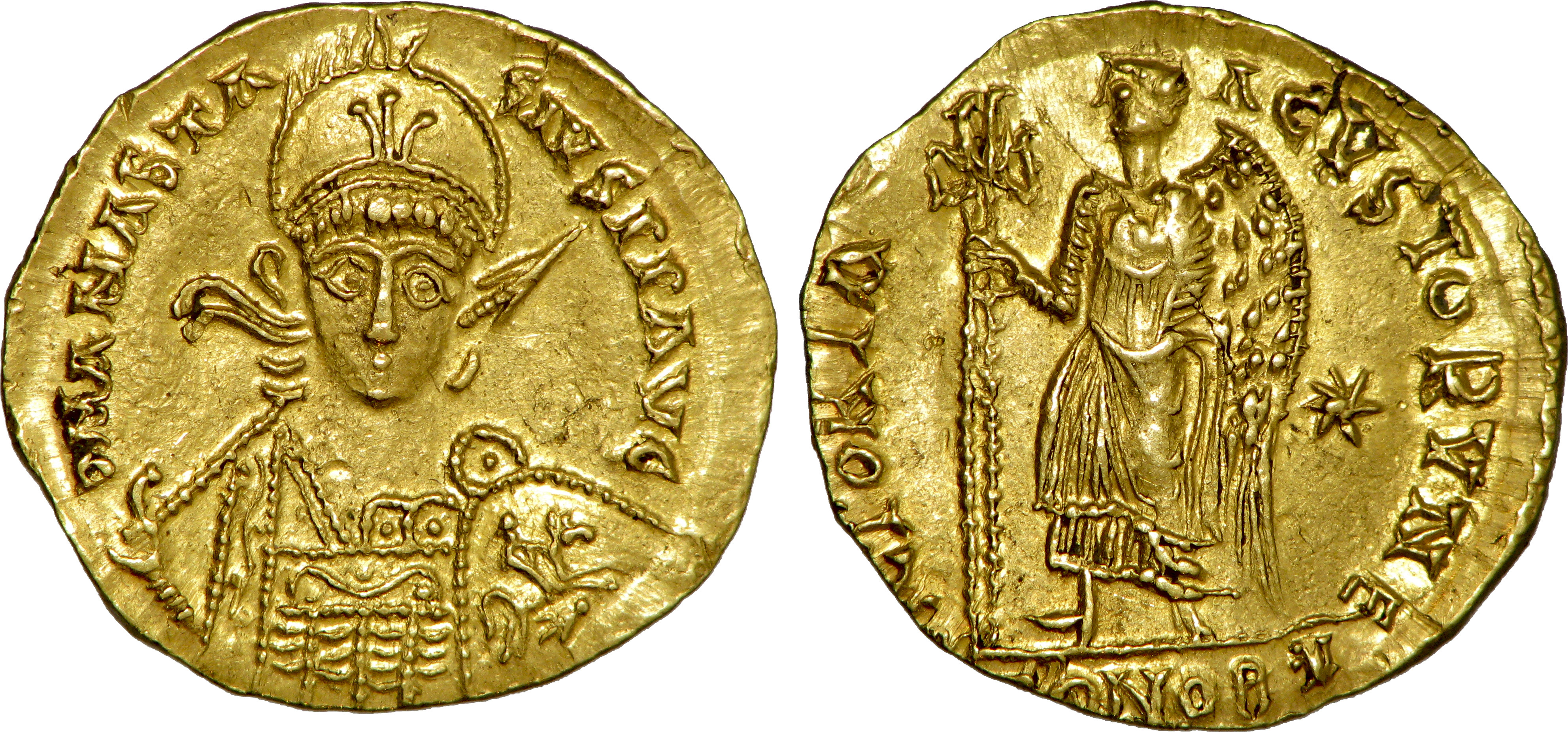
Solidus à la Victoire frappé par Clovis Ier, au nom et au type d'Anastase.

### Entourage d'Anastase

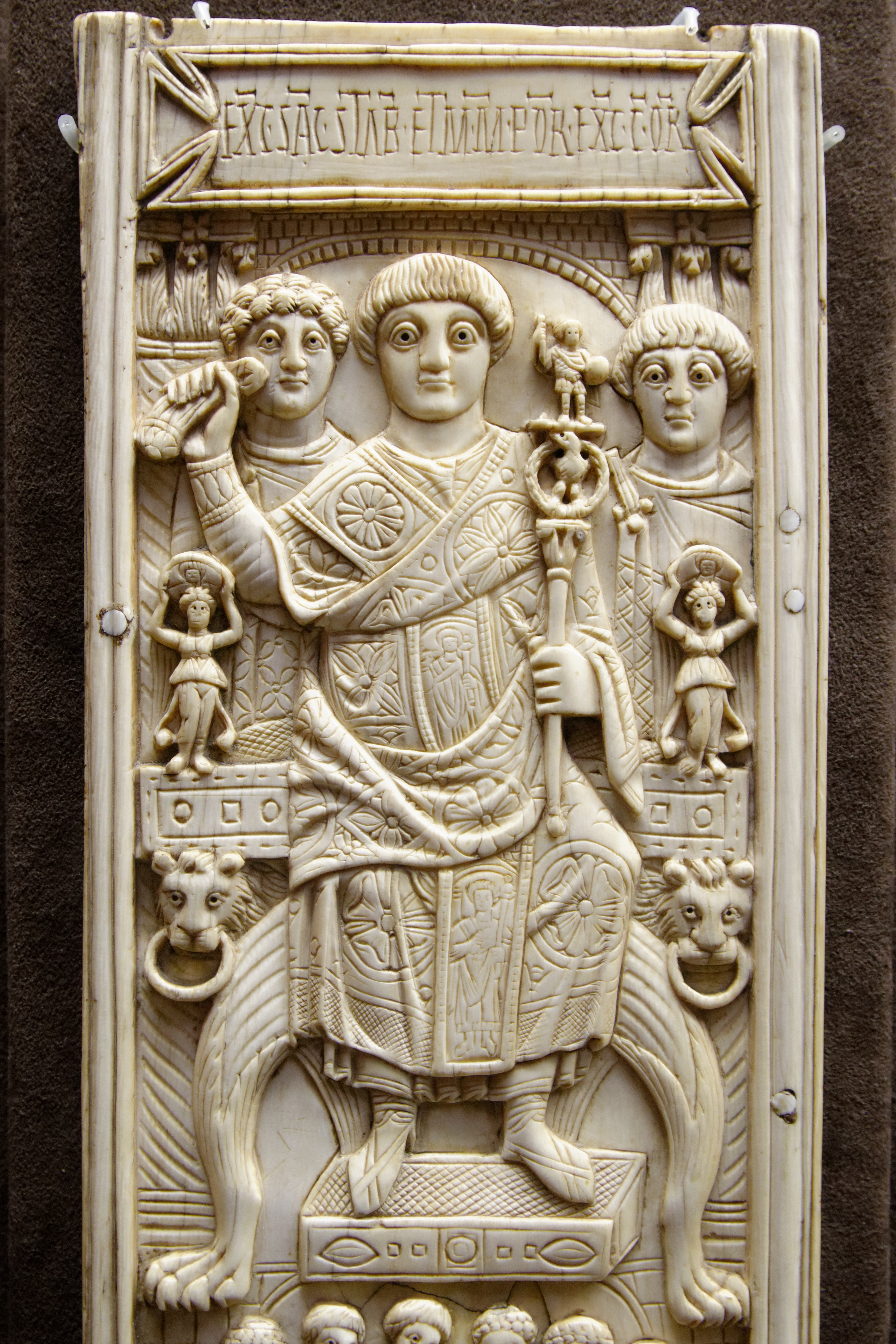
Diptyque consulaire représentant Aréobindus présidant les jeux du cirque en 506. Pièce conservée au musée de Cluny.

La prédominance des parents de l'Empereur au sein de la cour constitue l'un des aspects marquants de la cour impériale sous Anastase. Près d'une dizaine d'entre eux occupent le consulat, dont le rôle est encore important dans la symbolique impériale, tandis que plusieurs de ses neveux sont nommés à d'importants postes militaires, à l'image d'Hypace, maître des milices praesentalis lors de la guerre contre les Sassanides.
Par ailleurs, Anastase s'entoure principalement de personnalités proches de ses convictions monophysites. Sévère d'Antioche, qui devient patriarche d'Antioche en 512, en est un parfait exemple et nombre de ses proches gravitent autour du pouvoir. C'est le cas du comte des largesses sacrées Clémentinus, élevé au rang de consul pour l'année 513, qui est un protecteur des monophysites, de même que Flavius Probus, consul dès 502 et qui présente Sévère à l'empereur. Au-delà, Vincent Puech a souligné les faveurs accordées par Anastase à un groupe de notables originaires de Syrie, place forte du monophysisme. Calliopius, dignitaire venu d'Antioche, est une des figures de la cour impériale, vicaire du maître des milices d'Orient, certains de ses parents occupent aussi de hautes fonctions comme son fils Théodosius, préfet augustal d'Alexandrie. Marinus est un autre exemple de ce tropisme syrien de l'administration d'Anastase. Originaire d'Apamée, il devient préfet du prétoire d'Orient et s'illustre contre Vitalien en 515, tout en étant le principal maître d'œuvre de la politique fiscale d'Anastase,. D'autres préfets du prétoire comme Polycarpus nommé en 498 et Sergius en 517 viennent respectivement de Béryte et de Zeugma.
Pour autant, Anastase ne mène pas d'épurations contre les partisans du concile de Chalcédoine. Plusieurs figures fortes de l'Empire en sont des partisans. Son neveu, Hypace, très influent, en est une parfaite illustration. De même, Aréobindus démontre une loyauté inflexible à Anastase quand la foule tente de le proclamer empereur à l'occasion d'émeutes en 512. Il est alors maître des milices d'Orient, l'un des plus hauts postes militaires de l'Empire. Enfin, Celer s'illustre aussi aux côtés de l'Empereur, grimpant les échelons de la hiérarchie jusqu'à devenir magister officiorum et d'agir comme l'un des principaux ministres de l'Empire. Ambivalent, il contribue à démettre de ses fonctions le patriarche chalcédonien Macédonius II en 512 mais s'assure aussi du rétablissement à leurs postes de prêtres chalcédoniens en Syrie,. Au-delà des éléments de rupture entre Zénon et Anastase, que ce soit la religion ou la fin de la suprématie isaurienne, bien des élites gardent leur position d'un règne à l'autre, à l'image d'Aréobindus, lui-même fils d'un consul sous Léon Ier en 461. C'est un élément relevé par Vincent Puech dans son analyse des élites de cette époque, qui connaissent régulièrement un certain renouvellement d'un empereur à l'autre mais qui ne concerne jamais l'entièreté de ce corps social.

## La question religieuse

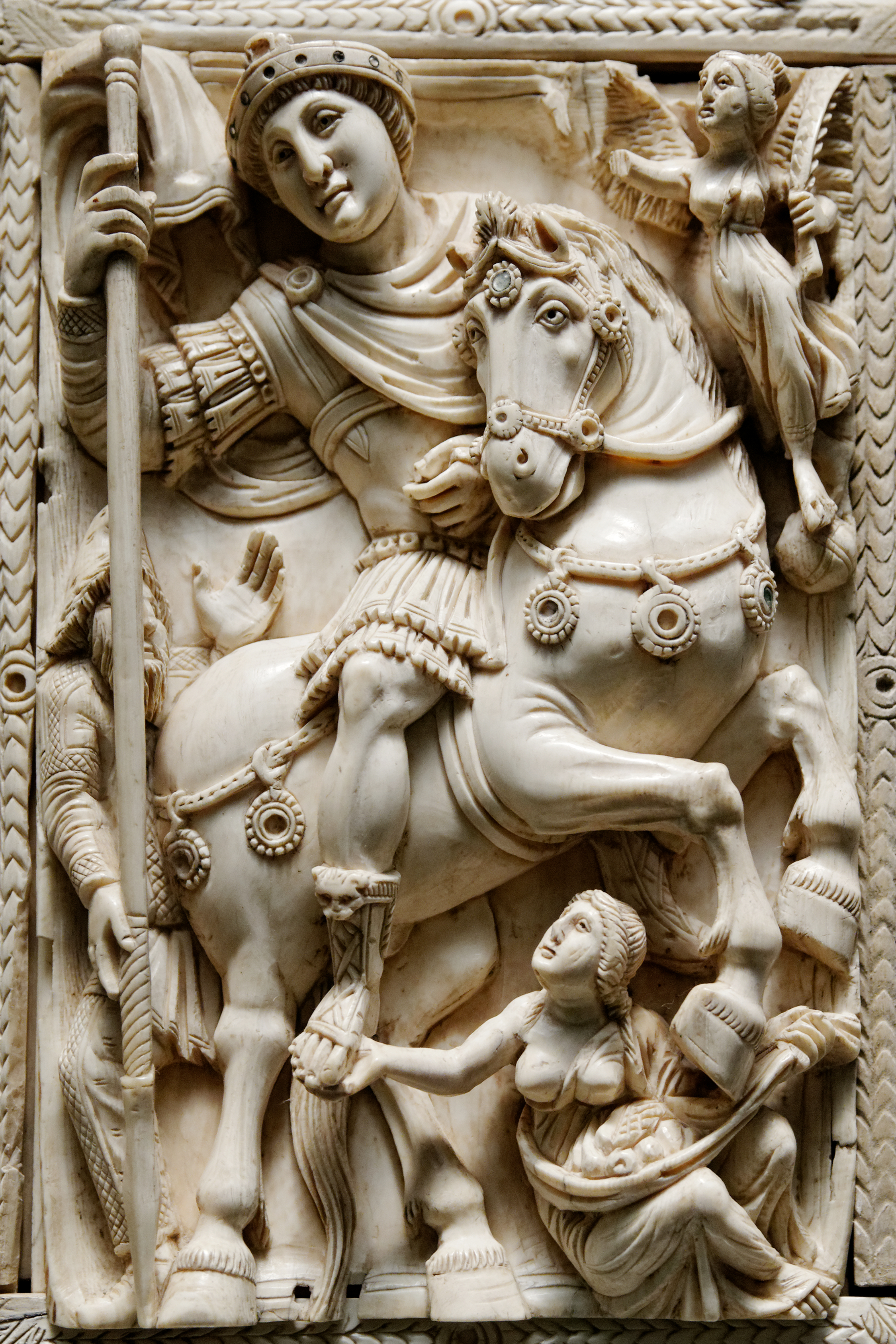
L'Ivoire Barberini, diptyque en ivoire du VIe siècle représentant un empereur triomphant à cheval, exposé au musée du Louvre. Longtemps, Anastase a été identifié comme le souverain représenté mais l'hypothèse que ce soit plutôt Justinien est de plus en plus retenue

### La controverse monophysite
Son règne est traversé par des révoltes et des guerres civiles, qui se fondent sur des divisions religieuses de plus en plus prononcées. Celles-ci parcourent le monde chrétien autour de l'enjeu de la nature du Christ. Plusieurs doctrines apparaissent. Elles mettent l'accent soit sur son caractère divin avec le monophysisme qui proclame que la nature divine a absorbé la nature humaine, soit sur son caractère humain (l'arianisme), alors que le concile de Chalcédoine professe le dyophysisme, soit la double nature. C'est le symbole de Chalcédoine. Ces controverses revêtent aussi un aspect politique et opposent des pouvoirs parfois concurrents, tant sur un plan théologique entre les différents patriarcats que temporel entre les souverains, sans compter les divergences linguistiques qui favorisent les interprétations différentes. Certains rois barbares adoptent notamment l'arianisme, s'opposant ainsi directement à la foi officielle, associée à l'Empire.
Anastase est un tenant du monophysisme, surtout présent dans les provinces orientales et combattu par la papauté, notamment au travers du concile de Chalcédoine de 451. L'empereur Zénon avait choisi une voie médiane avec l'Hénotique, un texte rédigé par Acace de Constantinople en vue d'apaiser les luttes entre les tenants et les détracteurs du concile de Chalcédoine qui a proclamé que le divin et l'humain constituent « deux natures distinctes » du Christ contre les monophysites. C'est d'abord un texte de compromis qui s'abstient de discuter des points de friction mais permet d'affirmer les points de convergence des différents courants du christianisme. Le patriarche Euphémius de Constantinople incite Anastase à se faire le partisan de ce texte au moment de son accession au trône, ce qui introduit immédiatement une franche hostilité entre les deux hommes. Anastase finit par le faire déposer en 496, après que le patriarche a convoqué un synode réaffirmant son attachement à l'Hénotique. L'empereur le fait passer pour un partisan de Longin et multiplie les entreprises contre lui. Il finit par réunir lui-même un synode pour le démettre de ses fonctions. Il est remplacé par Macédonius II, d'obédience chalcédonienne mais plus modéré et apte à rétablir une certaine concorde avec les monophysites de plus en plus influents dans d'autres régions de l'Empire.

Icône copte du XIXe siècle représentant Sévère d'Antioche, grande figure du monophysisme.

Durant les vingt premières années de son règne, Anastase maintient une stricte neutralité entre les deux camps. Dans l'ensemble, conscient des conséquences graves qu'auraient un soutien trop affirmé au monophysisme, notamment dans la relation avec Rome, il joue l'apaisement. Mais, avec l’âge et devant l’agitation qui gagne la Syrie et la Palestine, ses sympathies monophysites se font plus évidentes et, en 511, il fait démettre le patriarche Macédonius II de Constantinople. Son successeur, Timothée Ier, acquis aux thèses monophysites, convoque un synode en 515 qui condamne le concile de Chalcédoine et contribue largement à ce qu'un grand nombre de partisans de ce concile soient démis de leurs charges cléricales. Dès 512, c'est le tour du patriarche d'Antioche, Flavien II soupçonné de nestorianisme d'être congédié au profit de Sévère d'Antioche, et en 516 celui du patriarche de Jérusalem, Élie Ier qui a refusé de reconnaître Sévère. Cependant, son successeur se garde de renoncer à la foi chalcédonienne dans une Palestine où le monophysisme reste minoritaire. Certaines figures hostiles à Chalcédoine s'imposent et influencent les choix d'Anastase, à l'image du poète de Syrie, Philoxène de Mabboug, chef de file de l'opposition à Flavien. Le successeur de ce dernier, Sévère d'Antioche, devient l'un des grands théologiens du monophysisme. En 508, il a rencontré l'Empereur et rédigé à son intention le Type d'Anastase, qui interprète l'Hénotique dans un sens bien moins favorable aux thèses chalcédoniennes, sans pour autant être élevé au rang d'édit impérial. Dans l'ensemble, le monophysisme a pour lui un dynamisme intellectuel alimenté par des figures théologiennes de premier ordre, ce qui explique le basculement progressif de la Syrie. A contrario, les défenseurs du concile de Chalcédoine souffrent souvent de l'accusation de nestorianisme et peinent à faire des décisions du concile quelque chose d'autre qu'un simple compromis. Par ailleurs, Mischa Meier a émis l'hypothèse, dont il reconnaît lui-même qu'elle est difficile à objectiver, qu'Anastase a privilégié l'Orient à tendance monophysite, plus riche et dynamique, mais menacé par les Perses, sur un Occident jugé moins stratégique pour la stabilité de l'Empire.
En Égypte, la situation est rendue plus complexe par l'existence d'un fort courant particulariste, qui conteste régulièrement les décisions de Constantinople. Les autorités religieuses, dont le patriarche d'Alexandrie, sont de plus en plus hostiles à Chalcédoine et sont marquées par l'influence déterminante de Cyrille d'Alexandrie. Quand Dioscore II est intronisé comme patriarche en 516 par les autorités impériales, la foule s'en prend au préfet augustal, le gouverneur de la province, qu'elle massacre. Les causes exactes de ce mouvement restent obscures, car Dioscore adhère au monophysisme, mais la population locale, de même que les élites, ont pu protester contre une immixtion du pouvoir central dans leur organisation religieuse. La place de l'armée, aux convictions chalcédoniennes, est alors souvent contestée, tandis qu'une pénurie d'huile d'olive a pu constituer un terreau fertile au soulèvement,.

### Révolte de Vitalien
Ces oppositions théologiques prennent parfois des tours plus violents avec la multiplication d'émeutes dans différentes cités, dont Antioche. Dans les régions monophysites, les moines qui se réclament de Chalcédoine sont parfois chassés ou remplacés, à l'image du massacre de 350 moines chalcédoniens venus se rendre en pèlerinage sur la tombe de Saint Siméon le Stylite en 517. À Constantinople, ce sont plutôt les sympathies monophysites trop ouvertement affichées par Anastase qui provoquent des émeutes. Elles éclatent notamment en 512, en réaction à l'usage du Trisagion monophysite dans la liturgie. Pendant plusieurs jours, des violences sont perpétrées au cœur même de la cité impériale, notamment au sein de l'Hippodrome de Constantinople, devenu un camp insurgé. Anastase, abandonné par ses principaux ministres, se réfugie dans le quartier des Blachernes alors que la foule propose même à Aréobindus de devenir empereur mais celui-ci refuse. Dans l'ensemble, ce mouvement manque de cohésion et d'un véritable chef pour parvenir à renverser l'empereur. Finalement, Anastase se rend dans la kathisma, la loge impériale de l'Hippodrome, sans sa tenue impériale et dans une posture de profonde humilité. Cette attitude décontenance les émeutiers qui, impressionnés par l'acte de l'empereur, se soumettent à lui. Néanmoins, il ne change guère sa politique et ses proches ministres, souvent directement contestés lors des événements, en particulier le préfet du prétoire Marinus et fait exécuter les principaux instigateurs de la sédition,.
D'autres soulèvements interviennent dès 513, à l'instigation de Vitalien, qui demande le rétablissement de Macédonius. Cette révolte, principalement religieuse, s'appuie aussi sur d'autres ressorts, notamment le mécontentement des Fédérés dont la solde n'est pas payée et qui seraient alors sous le commandement de Vitalien,. En effet, Anastase refuse de leur fournir l'annone. Rapidement, Vitalien prend le contrôle des Balkans et masse une importante armée qui se dirige vers Constantinople où Anastase fait ériger de grandes croix de bronze et baisse les impôts dans certaines provinces d'Asie proches de la capitale, comme la Bithynie, pour éviter toute propagation de la rébellion. Quand Vitalien arrive devant les murailles de Constantinople, Anastase ouvre des négociations, qui portent sur le rétablissement de la foi promue par le concile de Chalcédoine et le règlement des griefs qui concernent l'armée de Thrace. L'empereur parvient aisément à convaincre les officiers de Vitalien de sa bonne volonté. Celui-ci, encouragé au compromis par ses hommes, mais aussi vraisemblablement peu intéressé par la perspective d'un coup d'État, accepte de se retirer sans combattre en Mésie,.
Cependant, Anastase ne se satisfait pas de cette situation et nomme un nouveau général, Cyrille, comme magister militum pour la Thrace, avec comme mission de traquer Vitalien. Ce dernier parvient à corrompre les soldats impériaux, s'empare de Cyrille à Odessus et l'exécute. Anastase riposte par l'envoi d'une grande armée, dirigée notamment par son neveu Hypace et, malgré une victoire initiale, concède une nouvelle défaite écrasante à l'automne 513. Vitalien est alors en position de force, s'empare d'un butin qui lui permet de gagner à sa cause l'essentielle des cités de la région. En 514, il marche à nouveau sur Constantinople, accompagnée d'une grande flotte qui lui permet de menacer la cité impériale depuis la mer. Confronté à de nouvelles émeutes, Anastase choisit la voie de la négociation et parvient une nouvelle fois à un compromis. Vitalien est nommé magister militum pour la Thrace et reçoit d'importantes sommes d'argent, en particulier une rançon pour la libération d'Hypace, tandis qu'Anastase rétablit le trisagion issu du concile de Chalcédoine et la restauration des évêques déposés.
Pour autant, certaines des demandes de Vitalien peinent à être honorées, en particulier sa demande d'un nouveau concile et il se révolte une dernière fois à la fin de l'année 515. Il s'empare notamment de Sycae (aujourd'hui Galata) et menace directement Constantinople. Face à la réticence de ses principaux généraux à combattre Vitalien, Anastase nomme à la tête de son armée Marinus, un dignitaire peu expérimenté militairement mais qui vainc la flotte rebelle. Vaincu aussi sur terre, Vitalien doit encore se replier. Anastase peut célébrer son succès par une procession religieuse jusqu'à une église dédiée à Saint Michel à Sosthenion, une pratique encore rare dans l'Empire byzantin en cas de succès impérial,.
Ces révoltes de Vitalien illustrent plus largement les difficultés rencontré par Anastase avec certains généraux, qui ne partagent absolument pas ses convictions monophysites. Ainsi, en 516, quand il convoque les évêques de l'Empire pour un synode, ceux d'Illyrie, une région chalcédonienne, préfèrent ne pas s'y rendre de peur des représailles de soldats partisans de Chalcédoine. Néanmoins, si Anastase ne précipite pas les choses pour rétablir l'unité avec Rome, il a conscience de l'influence grandissante de la papauté, y compris sur les terres impériales, en particulier dans les Balkans. De ce fait, il tente d'ouvrir des négociations à la fin de sa vie, mais il se heurte à l'intransigeance papale représentée par Hormisdas, qui occupe le Saint-Siège depuis 514. Face à ce qu'il conçoit comme une ingérence de la papauté dans les affaires de son Empire, il va jusqu'à écrire une lettre acrimonieuse au pape en 517 : « Vous pouvez vous opposer à mes projets, révérend seigneur. Vous pouvez m'insulter mais vous ne pouvez pas me commander ». Ainsi, à la mort d'Anastase, aucun nouveau concile n'a pu se tenir pour rétablir la concorde.

### Lutte contre le paganisme
Anastase met fin aussi à des pratiques anciennes issues de l'ancien culte impérial, apparentées au paganisme. C'est notamment le cas des venationes, les célèbres jeux du cirque qui sont bannis en 499, même s'ils semblent avoir subsisté encore quelques décennies, jusqu'à la fin du consulat en 534, autant d'étapes qui marquent l'évanouissement progressif de tout un plan de la culture romaine antique. Ainsi, en 502, il interdit aussi les pantomimes, souvent associés aux célébrations des Dieux antiques. Ces prohibitions visent aussi à calmer les violences urbaines qui peuvent y être associées, notamment l'émeute intervenue à Constantinople en 501 à l'occasion de spectacles de pantomimes. Il fait aussi interdire les donations et legs qui serviraient à entretenir des cultes païens.

## Mort et succession

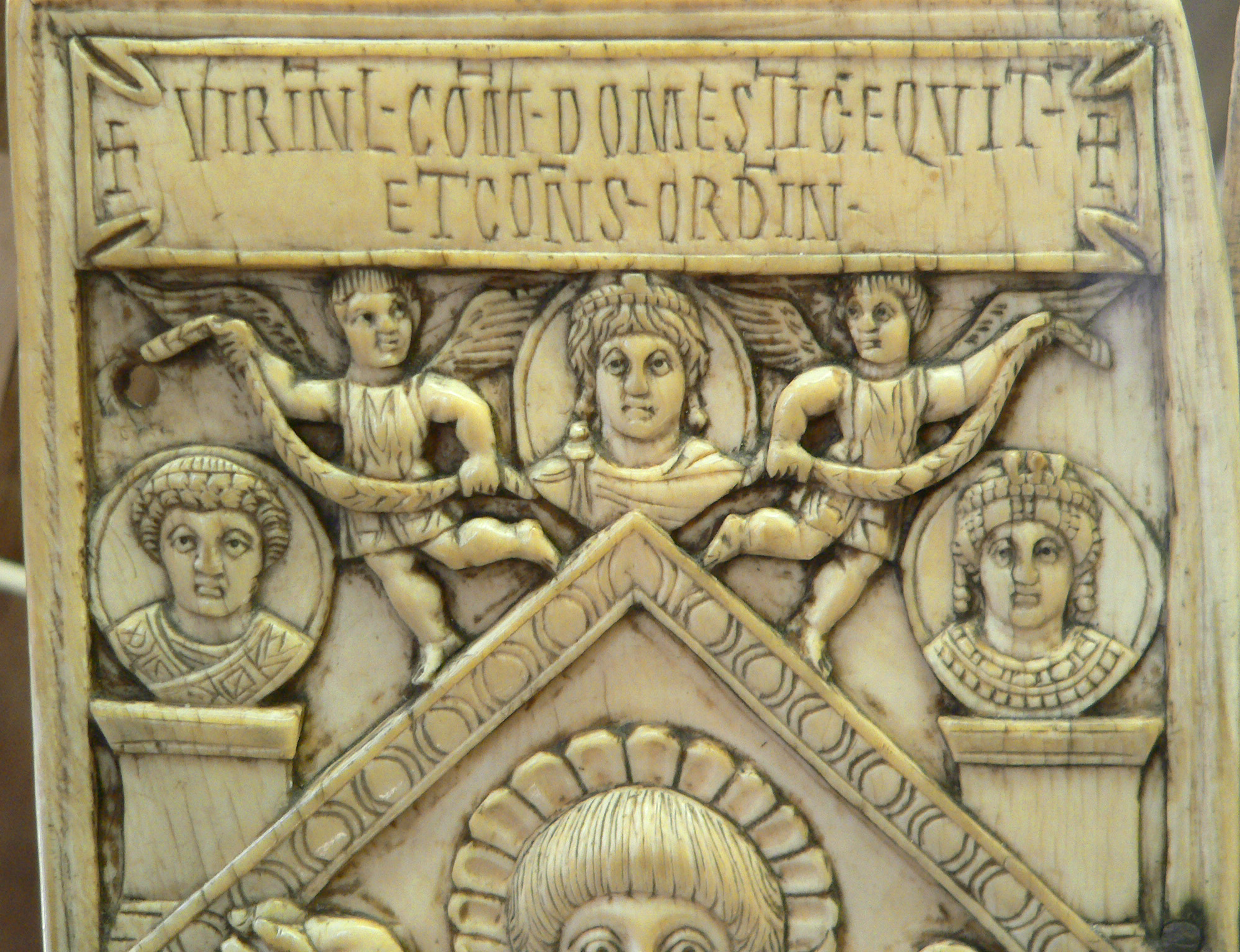
Anastase représenté au centre, en haut du diptyque consulaire en l'honneur de Flavius Probus, son petit-neveu, élevé à la dignité consulaire en 517.

Il meurt le 10 juillet 518, à l'âge de quatre-vingt-huit ans. Les versions divergent sur les conditions de sa mort et les chroniqueurs se plaisent à laisser planer le scénario d'une vengeance divine, soit qu'Anastase ait sombré dans une crise de démence, soit qu'il ait été foudroyé comme l'aurait prédit une prophétie. Il aurait d'ailleurs apporté du crédit à celle-ci en faisant concevoir une salle souterraine pour s'en servir d'abri mais ne serait pas parvenu à la rejoindre à temps. Dans tous les cas, il paraît difficile de souscrire à ces récits romancés. Il est enterré dans la nécropole impériale de l'église des Saints-Apôtres de Constantinople, aux côtés d'Ariadnè, morte en 515. Un chroniqueur byzantin largement ultérieur, Nicolas Mésaritès, écrit que son tombeau en marbre imite l'arche de Noé, dans l'attente d'un prochain déluge. Cela fait écho aux tendances eschatologiques qui existent à l'époque du règne d'Anastase et que Meier a nettement soulignées. Sans descendance puisque son seul fils meurt lors de son règne, il a trois neveux (Hypace, Flavius Pompeius et Flavius Probus) qui ont occupé d'importantes fonctions sous son règne et pourraient prétendre au trône, mais aucun n'a été officiellement nommé. La succession d'Anastase reproduit quelque peu le scénario de sa propre accession au trône avec des rivalités palatines qui aboutissent à la nomination comme empereur de Justin Ier, général sous Anastase et alors commandant de la garde impériale, les Excubites. Pour autant, l'entourage familial d'Anastase, notamment ses neveux et nièces, garde une importante influence sur la cour byzantine durant les décennies à venir, à l'image d'Hypace, brièvement prétendant au trône lors de là sédition Nika en 532 contre Justinien.

## Historiographie

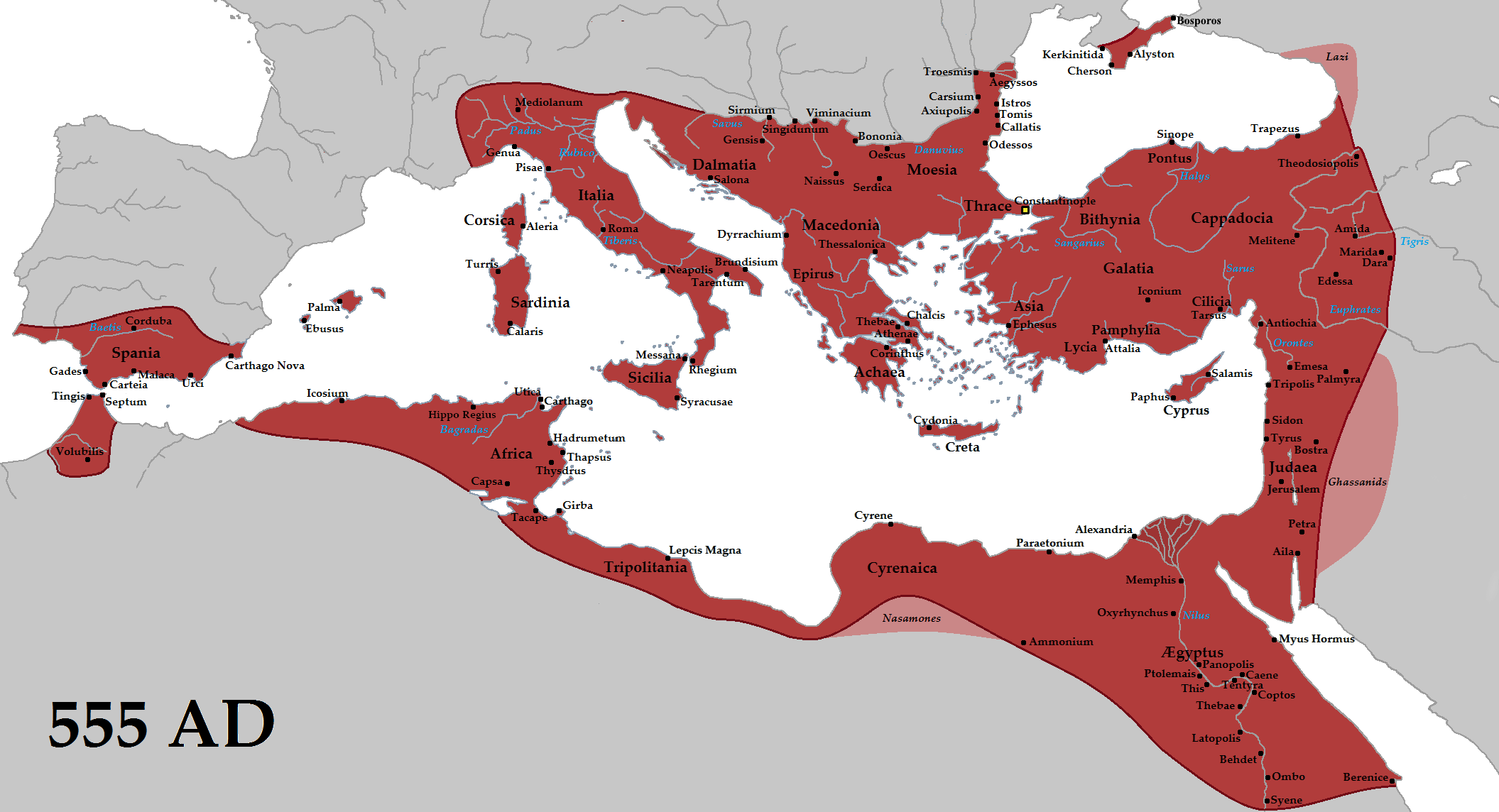
Carte de l'Empire byzantin à la mort de Justinien en 565, dont les conquêtes (principalement l'Italie et l'Afrique du Nord) sont en partie rendues permises par les efforts de consolidation de l'Empire par Anastase.

Le règne d'Anastase Ier, en dépit de sa longueur, a parfois été mis au second plan des recherches historiques. L'historien allemand Mischa Meier déplore ainsi que cet empereur « fut pratiquement inconnu jusqu'à présent et trop longtemps négligé par la recherche moderne ». Il souffre d'abord des jugements parfois négatifs des historiens de son époque, comme en témoigne l'affirmation de Malalas selon laquelle il périt du fait d'un orage, symbole de la colère divine due à sa défense du monophysisme. En outre, quelque peu éclipsé par la chute de l'Empire d'Occident quelques années plus tôt et l'épopée justinienne quelques années plus tard, il s'intègre dans une période, l'Antiquité tardive, qui a parfois été considérée comme décadente. Louis Bréhier est assez partagé sur le bilan d'Anastase. S'il lui reconnaît ses réalisations intérieures, il lui reproche sa politique religieuse, principal grief porté à son encontre : « Après avoir donné aux monophysites des positions inexpugnables qui rendaient toute conciliation impossible, il laissait l'Empire en proie à des divisions irrémédiables et menacé d'une guerre civile ». C'est un constat souvent partagé d'une action religieuse aux résultats contrastés dans un Empire tiraillé par des convictions divergentes. Georg Ostrogorsky est lui aussi assez critique à son égard, considérant que son règne « ne fut qu'une succession de révoltes et de guerres civiles, sans compter que les méthodes sévères de son administration alimentaient à souhait le mécontentement ».
La majeure partie des historiens actuels ont réévalué son action pour en faire un acteur clé de la stabilisation de l'Empire d'Orient encore jeune. Ernst Stein note que « l'on pourrait facilement compter Anastase parmi les plus grands empereurs si sa politique religieuse ne s'était révélée très préjudiciable aux intérêts de l'État ». Des ouvrages récents, comme celui de Mischa Meier, ont mis l'accent sur son entreprise réformatrice et son action en matière de politique étrangère. Il le voit comme un homme conscient des évolutions fondamentales de son temps et de l'avènement d'une époque nouvelle en Occident, où des royaumes barbares ont pris la place de Rome et avec lesquels il faut désormais composer. Dans la biographie qu'elle lui consacre, Fiona Haarer souligne son action cohérente dans différents domaines, qui contribuent à la mise en place de spécificités proprement byzantines dans un monde romain en transition. Elle contribue aussi à relativiser les mérites souvent attribués à Zénon par des sources qui lui sont favorables, au profit de l'œuvre restauratrice d'Anastase.
Dans sa biographie de Justinien, Georges Tate loue l'action d'Anastase. Il estime que celui-ci, premier dirigeant d'un Empire romain désormais oriental, est parvenu à en préserver la stabilité intérieure et à ne pas se consommer dans des guerres sans fin avec les nombreux ennemis de l'Empire, se bornant à en défendre les frontières. Par ses réformes et sa politique fiscale, il laisse à ses successeurs un Empire solide et qui demeure la première puissance régionale. Par bien des aspects, les historiens estiment qu'il a donné les moyens à Justinien de mener sa politique ambitieuse. En revanche, le maintien de dissensions religieuses profondes est à mettre au passif d'Anastase dont l'intransigeance est parfois critiquée. C'est là le symptôme d'une chrétienté qui, théoriquement amenée à être sous l'autorité d'un seul Empire, est en réalité déjà divisée au sein même de celui-ci. Cécile Morrisson quant à elle, tout en soulignant le contexte favorable de l'action d'Anastase dans un cadre géopolitique plutôt calme, estime que les compétences fiscales d'Anastase « eurent d'heureux résultats ». Dans l'ensemble, ce rôle de stabilisation de l'Empire d'Orient constitue le legs le plus durable d'Anastase.